# Muzeum Orsay
Muzeum Orsay (francouzsky Musée d'Orsay [myzé dorse]) je pařížské muzeum umění, ležící na levém břehu řeky Seiny, naproti Tuilerijským zahradám a na dohled od Louvru. Specializuje se na evropské umění mezi lety 1848 a 1914, zejména na francouzské impresionisty. Muzeum tak navazuje na program Louvru a na něj naopak navazuje sbírka Muzea moderního umění v Centre Georges Pompidou.

## Budova
Muzeum se nachází v budově bývalého Nádraží d'Orsay, otevřeného při příležitosti Světové výstavy roku 1900. Nádraží, které fungovalo téměř 40 let, bylo postaveno na místě Paláce d'Orsay. O vzniku muzea rozhodl francouzský prezident Valéry Giscard d'Estaing. Muzeum d'Orsay bylo po rekonstrukci nádražní budovy otevřeno v roce 1986. Výstavní plocha má rozlohu 26 000 m2.

## Historie budovy

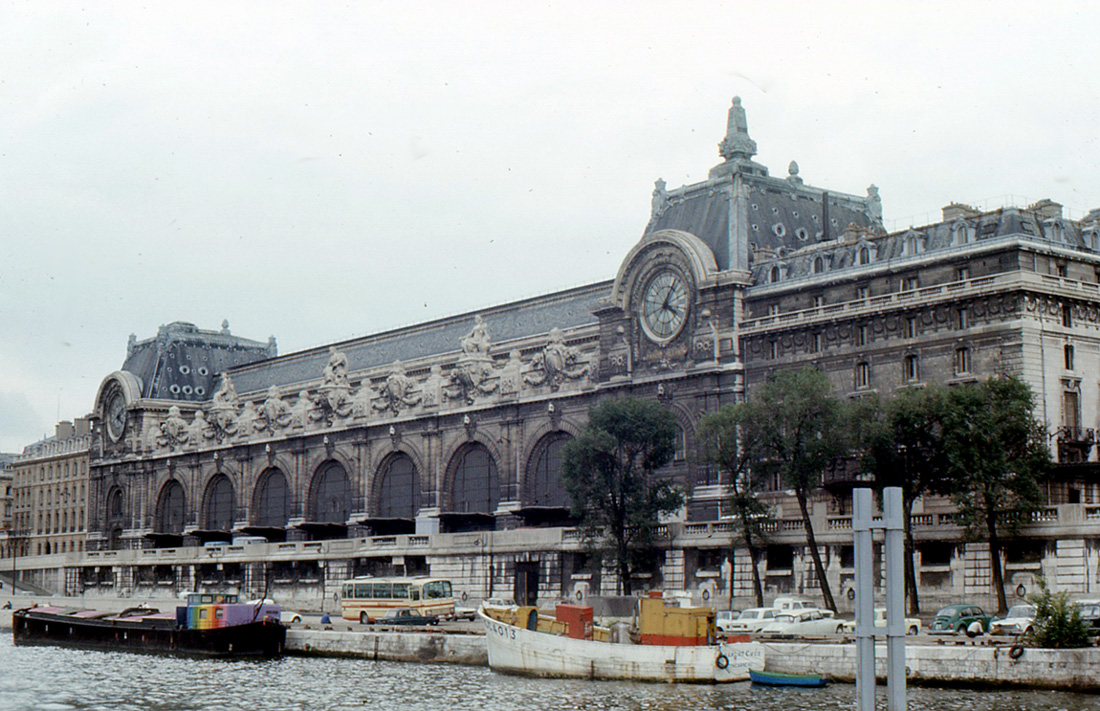
Nádraží d'Orsay, rok 1973

V 19. století stály na pozemku budoucího nádraží dvě budovy: vojenská kasárna a Palác d'Orsay, dokončený v roce 1838. Za Pařížské komuny v roce 1871 byl palác zničen a dalších téměř 30 let připomínaly zbytky zdí tragické události francouzské historie. V roce 1898 bylo rozhodnuto postavit novou budovu nádraží podle projektu architekta Victora Lalouxe. Nádraží a přilehlý hotel byly vybudovány během dvou let a byly slavnostně otevřeny 14. července 1900. V případě nádraží se jednalo o 32 m vysokou, 40 m širokou a 138 m dlouhou halu kovové konstrukce zakryté zvenku kamenným obkladem v eklektickém stylu.
V roce 1939 bylo z důvodů plánované modernizace železničních tratí nádraží, jako již nevyhovující svému účelu, uzavřeno. Za druhé světové války plnilo funkci seřadiště a po válce sloužilo jako ateliér pro natáčení filmů i jako experimentální divadelní scéna.
V roce 1973 bylo navrženo přeměnit nádraží na muzeum umění 2. poloviny 19. století. Oficiálně bylo rozhodnuto o vybudování muzea v prostorách nádraží díky iniciativě hlavy státu v roce 1977. V roce 1978 byly zahájeny rekonstrukční práce a 9. prosince 1986 bylo za účasti prezidenta republiky François Mitterranda otevřeno Muzeum d'Orsay veřejnosti.
V upomínku na původní účel budovy jsou v interiéru muzea umístěny velké nádražní hodiny. Na prostranství před vchodem do muzea bylo instalováno šest bronzových soch představujících různé světadíly. Tyto sochy vytvořilo při příležitosti Světové výstavy 1878 šest různých sochařů

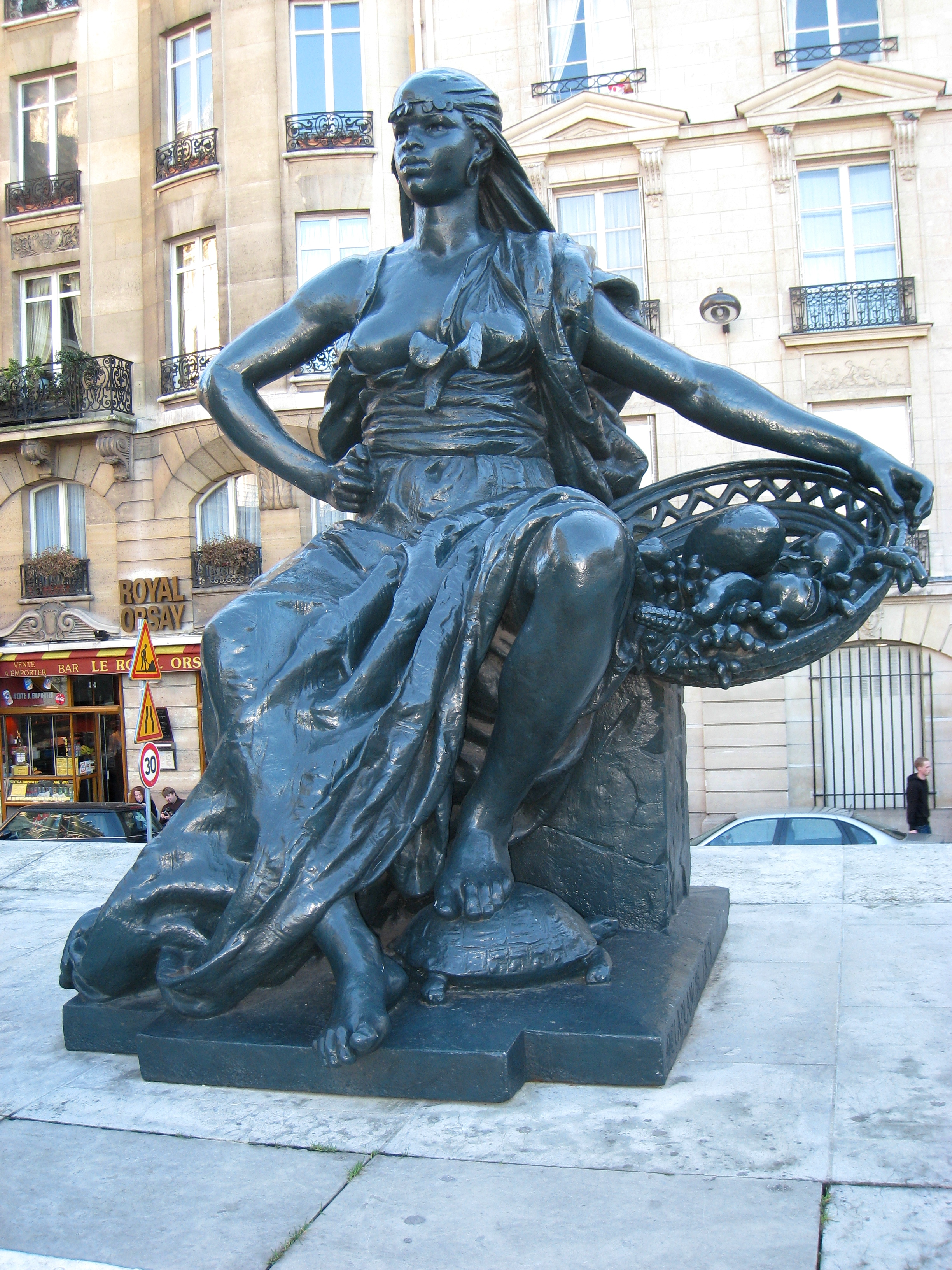
Eugène Delaplanche: L'Afrique

- Ernest-Eugène Hiolle: L'Amérique du Nord (Severní Amerika)
- Aimé Millet: L'Amérique du Sud (Jižní Amerika)
- Alexandre Schoenewerk: L'Europe (Evropa)
- Alexandre Falguiére: L'Asie (Asie)
- Eugène Delaplanche: L'Afrique (Afrika)
- Mathurin Moreau: L'Ocèanie (Oceánie).

## Sbírky
Soubor: |

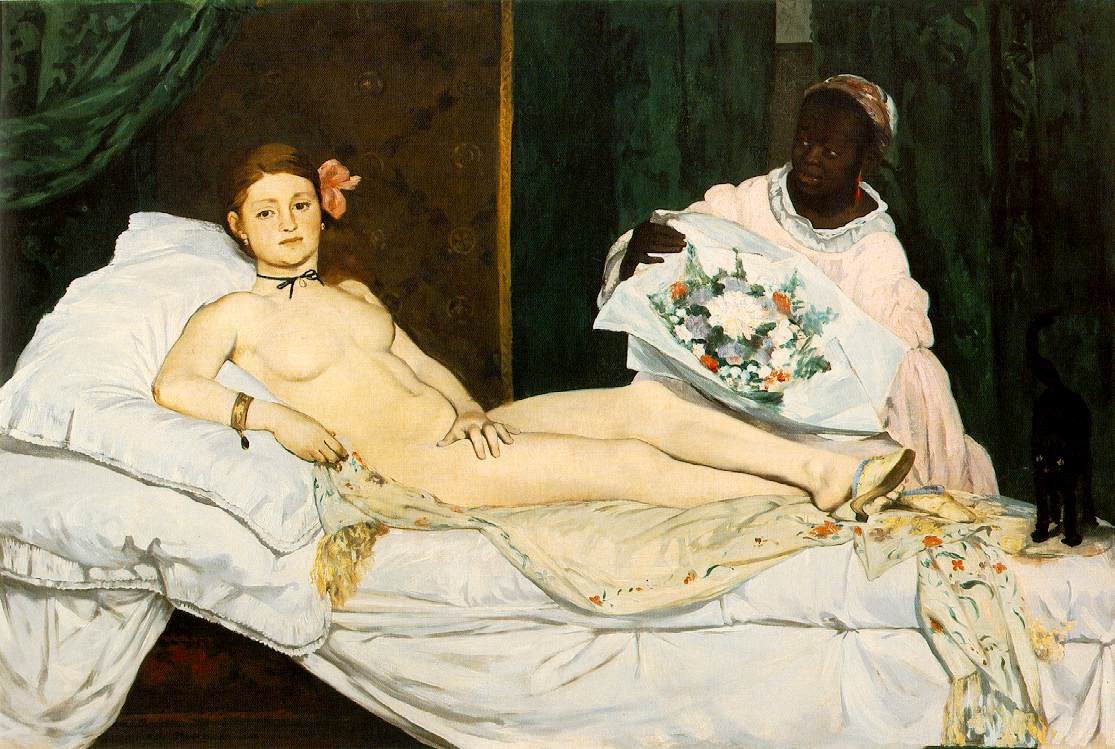
Édouard Manet, Olympia, 1863

Gustave Courbet, Malířův ateliér, 1855

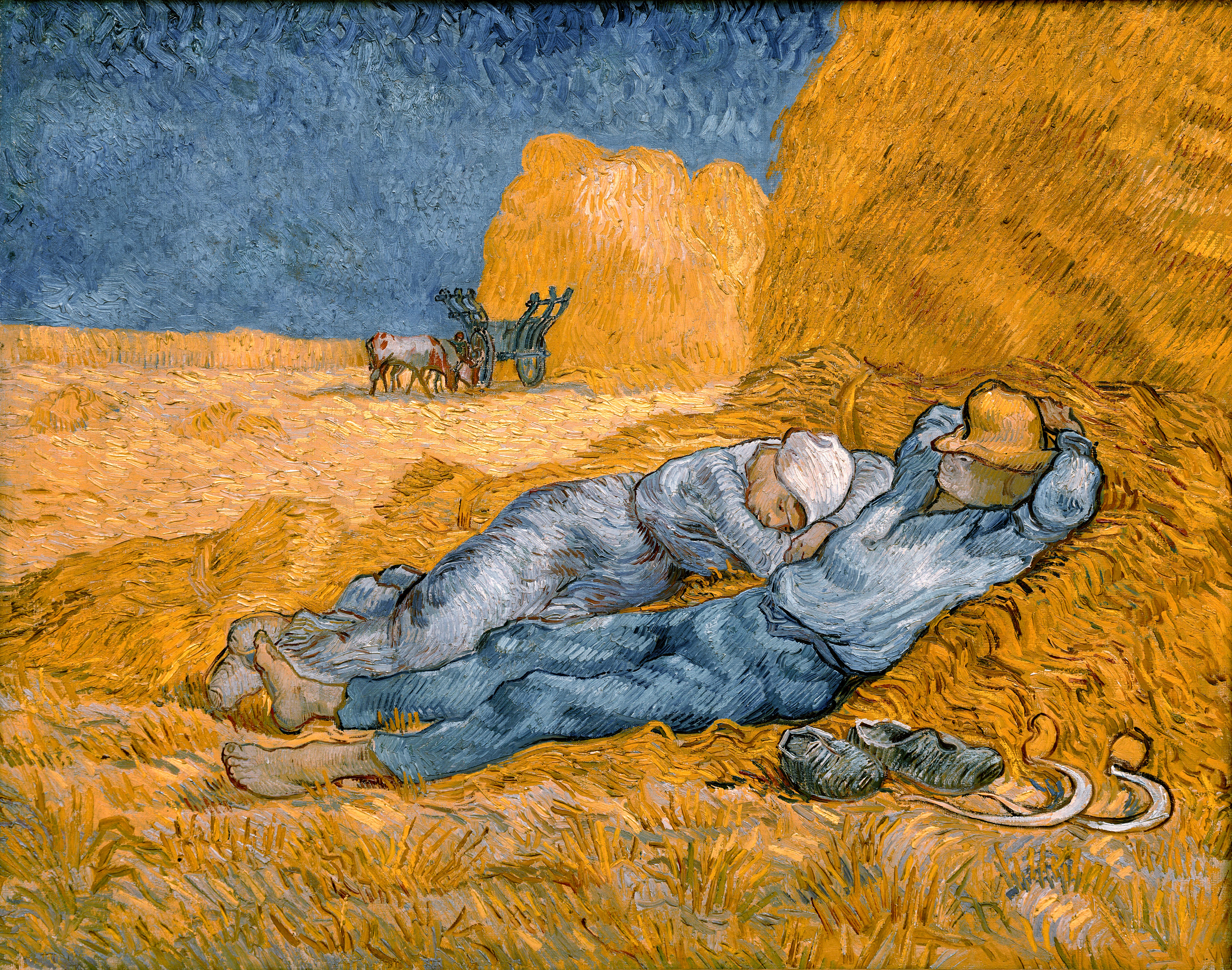
Vincent van Gogh, Polední odpočinek, 1891

Muzeum je specializováno zejména na francouzské umění z let 1848–1914 a láká svou jedinečnou sbírkou impresionistů. Jsou zde obrazy, sochy, ukázky užitého umění a architektonické modely.
Mezi nejvýznamnější zde vystavované umělce patří Vincent van Gogh, Claude Monet, Édouard Manet, Edgar Degas, Henri de Toulouse-Lautrec, Pierre-Auguste Renoir, Paul Gauguin, Paul Cézanne a Gustave Courbet.

### Historie sbírek

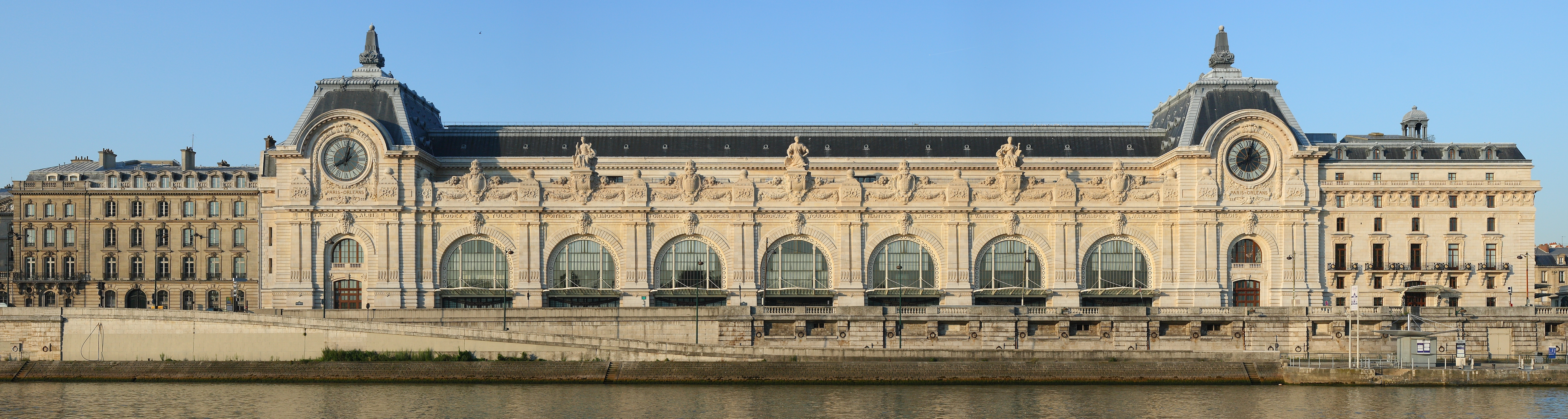
Pohled na Muzeum d'Orsay (složeno ze 3 snímků), r. 2007

Sbírky Muzea d'Orsay pocházejí převážně ze 3 zdrojů: Musée du Luxembourg (česky Lucemburské muzeum) nyní Musée national d'art moderne (Národní muzeum moderního umění), Musée du Jeu de Paume (česky Muzeum Míčovna) nyní Galerie nationale du Jeu de Paume (česky Národní galerie Míčovna) a Musée du Louvre (Muzeum Louvre).
Musée du Luxembourg (Lucemburské muzeum), založené Ludvíkem XVIII. roku 1818 jako muzeum žijících autorů, získávalo své sbírky především nákupem děl těchto autorů na Salonech. Sbírky tak zpočátku odrážely pouze dobový vkus a názor na krásné umění, zálibu v historických námětech, klasických portrétech a krajinách podle zavedené hierarchie žánrů. V průběhu času se však v muzeu podařilo shromáždit ucelený soubor uměleckých děl mapující období 1848–1850 (konec romantismu), Druhé císařství (eklektismus) a Třetí republiky (oficiální umění). Koncem roku 1880 se však muzeum uzavřelo všemu novému a nepřijímalo do svých sbírek díla moderních malířů. To se nelíbilo umělcům, jejich rodinám ani galeristům a obchodníkům s uměním, kteří si přáli, aby moderní umění bylo zařazováno do francouzských národních sbírek. Byla to především soukromá aktivita, která otevřela francouzská muzea těm nejmodernějším malířům. Dary příbuzných a známých malířů, často i samotných umělců a později rozhodnutí francouzské Muzejní rady umožnilo zařazovat tato díla do národních sbírek.
Do Lucemburského muzea se tak dostala díla Edouarda Maneta Déjeuner sur l'herbe (Snídaně v trávě) a l'Olympia (Olympie), ta na žádost veřejnosti a přímluvu malíře Claude Moneta, jehož 4 obrazy Rouenské katedrály byly rovněž zařazeny do sbírek muzea. Zlom nastal v roce 1894 po smrti malíře Gustava Cailebotta, velkého přítele a obdivovatele impresionistických malířů. Podle jeho přání byl do sbírek muzea zařazen soubor 60 obrazů, ve kterém byli zastoupeni malíři: Degas, Manet, Cézanne, Monet, Renoir, Sisley, Pissarro a Millet. Přes velké administrativní obtíže bylo nakonec povoleno tato díla v Lucemburském muzeu vystavit. Kromě francouzských malířů byli do sbírek zařazováni i umělci z ostatních zemí západního světa, tvořící v tomto období: rakouský malíř Gustav Klimt, anglický malíř Edvard Coley Burne-Jones, norský malíř Edvard Munch, italský malíř Giovanni Giacometti, švýcarský malíř Cuno Amiet a další. Průnik avantgardy do Lucemburského muzea se tak dal nazvat od realismu k impresionismu. V roce 1937 bylo v nově postaveném Palais de Tokyo zřízeno muzeum moderního umění a Lucemburské muzeum se svými sbírkami se tam přestěhovalo. Za války byly sbírky odvezeny do bezpečí mimo Paříž a po válce rozděleny na umění 19. století a 20. století. Sbírky 19. století byly převedeny do Musée du Jeu de Paume (Muzeum Míčovna) a z Lucemburského muzea se stalo Musée national d'art moderne (česky Národní muzeum moderního umění), které od roku 1977 sídlí v Centre Georges Pompidou.
Musée du Jeu de Paume [myzé dy žö depóm] (Muzeum Míčovna) vzniklo jako nezávislé muzeum v roce 1922 v budově míčovny, postavené v rohu Tuilerijské zahrady naproti Oranžerii. Již od roku 1909 byly v prostorách míčovny vystavovány obrazy nejen francouzských impresionistů, které nesměly být zařazovány do národních sbírek. Od těch dob se podařilo tomuto muzeu soustředit ojedinělou sbírku impresionistického umění, které se později stalo základem sbírek nově vzniklého Musée d'Orsay (Muzeum d'Orsay). Počátkem 90. let byla budova zrekonstruována a muzeum dostalo statut Galerie nationale du Jeu de Paume (česky Národní galerie Míčovna) se specializací na soudobé moderní umění (fotografie, video umění a experimentální film).
Musée du Louvre (Muzeum Louvre) mělo též ve svých depozitářích díla impresionistických malířů, která však nevystavovalo a v roce 1947 je převedlo do Musée du Jeu de Paume. Se vzrůstajícím zájmem veřejnosti o díla impresionistů vyvstal problém s uchováváním sbírek v odpovídajícím prostředí a s potřebnou bezpečností. Rozhodnutí vybudovat nové Musée d'Orsay (Muzeum d'Orsay) v budově bývalého nádraží tento problém vyřešilo.
Nově vzniklé muzeum převzalo sbírky z Národního muzea moderního umění a z Národní galerie Míčovna, které se nehodily pro jejich tematické zaměření a doplnilo je o impresionistické malíře z depozitářů Muzea Louvre. V Musée d'Orsay se tak podařilo vytvořit ojedinělý soubor uměleckých děl dokumentujících jednu historickou epochu let 1848–1914. Široké veřejnosti se tak mohl představit pohled na západoevropskou uměleckou tvorbu od poloviny 19. století do 1. světové války s důrazem na její různorodost a početnou základnu umělců žijících a tvořících v tomto období.

### Současnost
Sbírky jsou v neustálém vývoji. Každý rok jsou obohacovány nákupy, dary a akvizicemi. V roce 2000 získalo muzeum od anonymního dárce 24 děl, jejichž autory byli francouzští malíři: Pierre Bonnard (5 obrazů), Édouard Vuillard (5 obrazů), Paul Cézanne (3 obrazy), Georges Seurat (3 obrazy), Edgar Degas (2 obrazy), Henri Fantin-Latour (2 obrazy), Claude Monet (1 obraz), Édouard Manet (1 obraz), dánský malíř Vilhelm Hammershoi (1 obraz) a nizozemský malíř Piet Mondrian (1 obraz).
Nákupy v posledních letech byla např. získána díla:
Félix Edouard Vallotton: Misia à sa coifeuse (Misie u svého toaletního stolku), Jean-Léon Gérôme: Réception de Grand Condé par Louis XIV. (Přijetí Velkého Condé Ludvíkem XIV.), Ferdinand Hodler: Le bûcheron (Dřevorubec), Maurice Denis: Soir d'octobre (Říjnový večer) a další.
Tyto koupě, dary a akvizice oživují sbírky nabízené veřejnosti, aby obraz jednoho z nejtvořivějších období v historii umění byl co nejúplnější.

## Výstavy

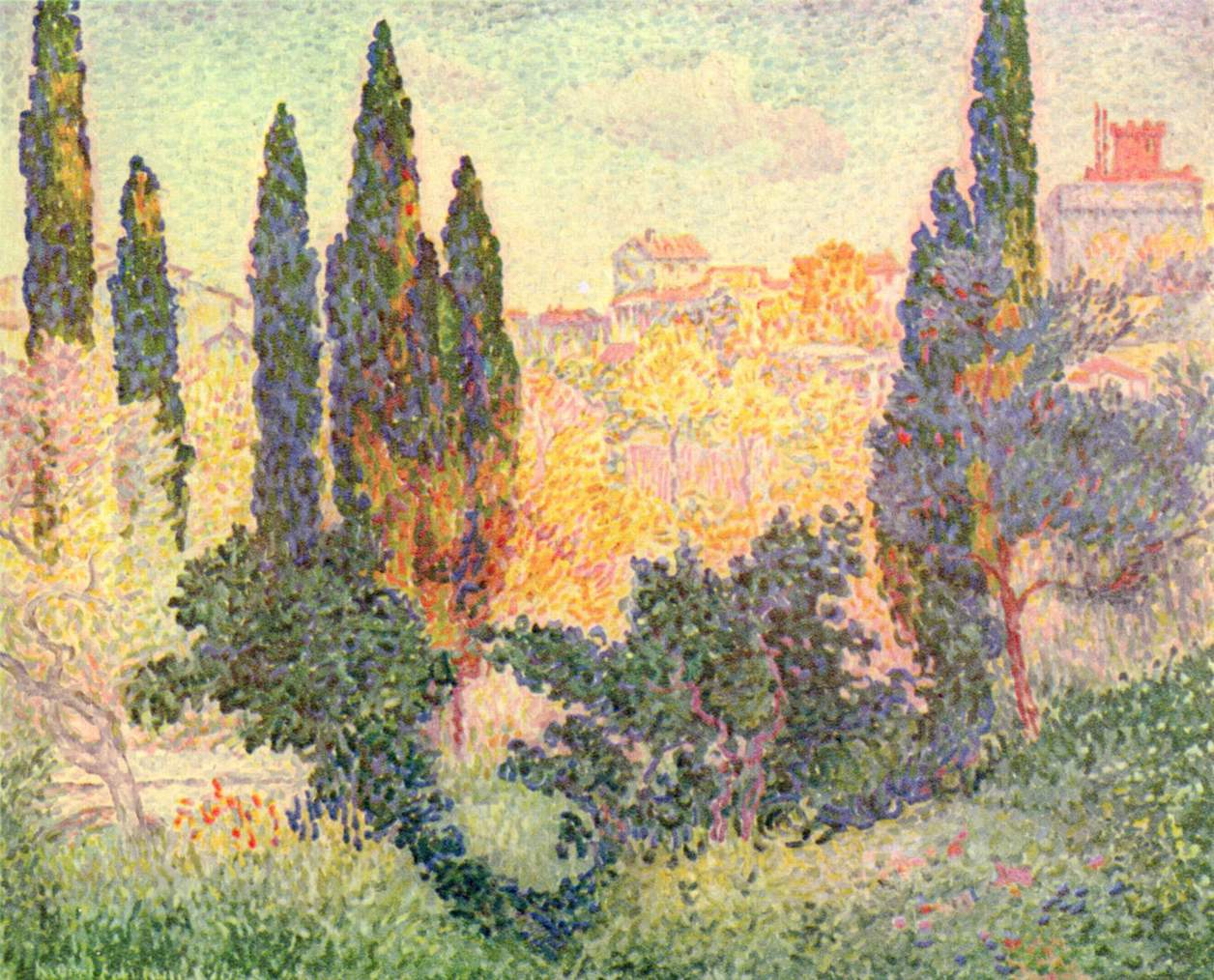
Henri-Edmond Cross: Cypřiše v Cagnes, kolem roku 1900

Umělecká díla v Muzeu d'Orsay lze rozdělit zhruba do 6 kategorií
- malířství[1]
- sochařství[2]
- dekorativní umění (nábytek, umělecké předměty)
- fotografie
- grafika
- architektura (architektonické modely)

V roce 2010 bylo k Musée d'Orsay připojeno Musée de l'Orangerie (česky Muzeum Oranžérie), které se nachází v zrekonstruované budově bývalé oranžerie v jihozápadním rohu Tuilerijské zahrady a vystavuje malíře z období impresionismu a postimpresionismu.

## Ze sbírek muzea

### Galerie

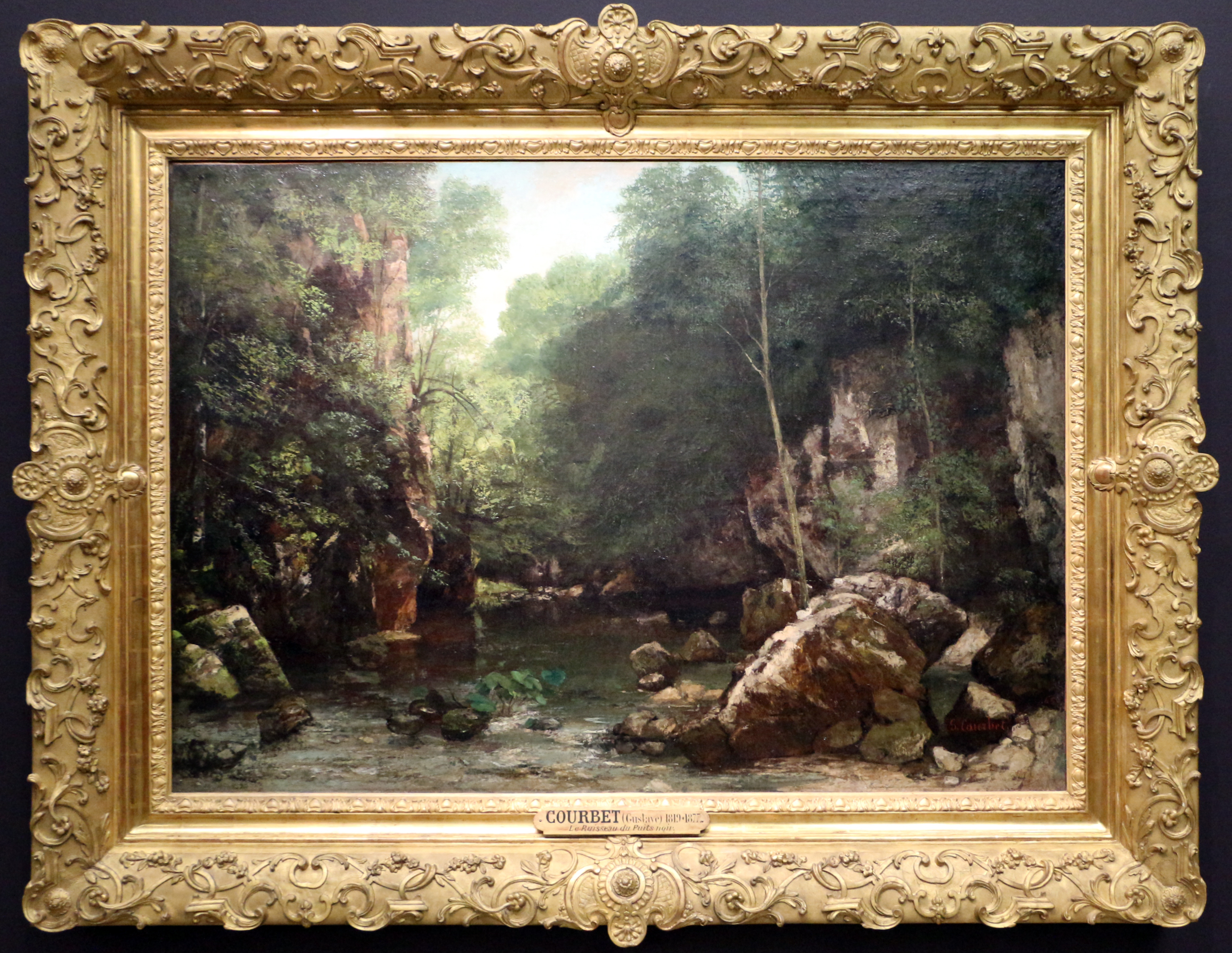
Gustave Courbet, Černý potok, 1865
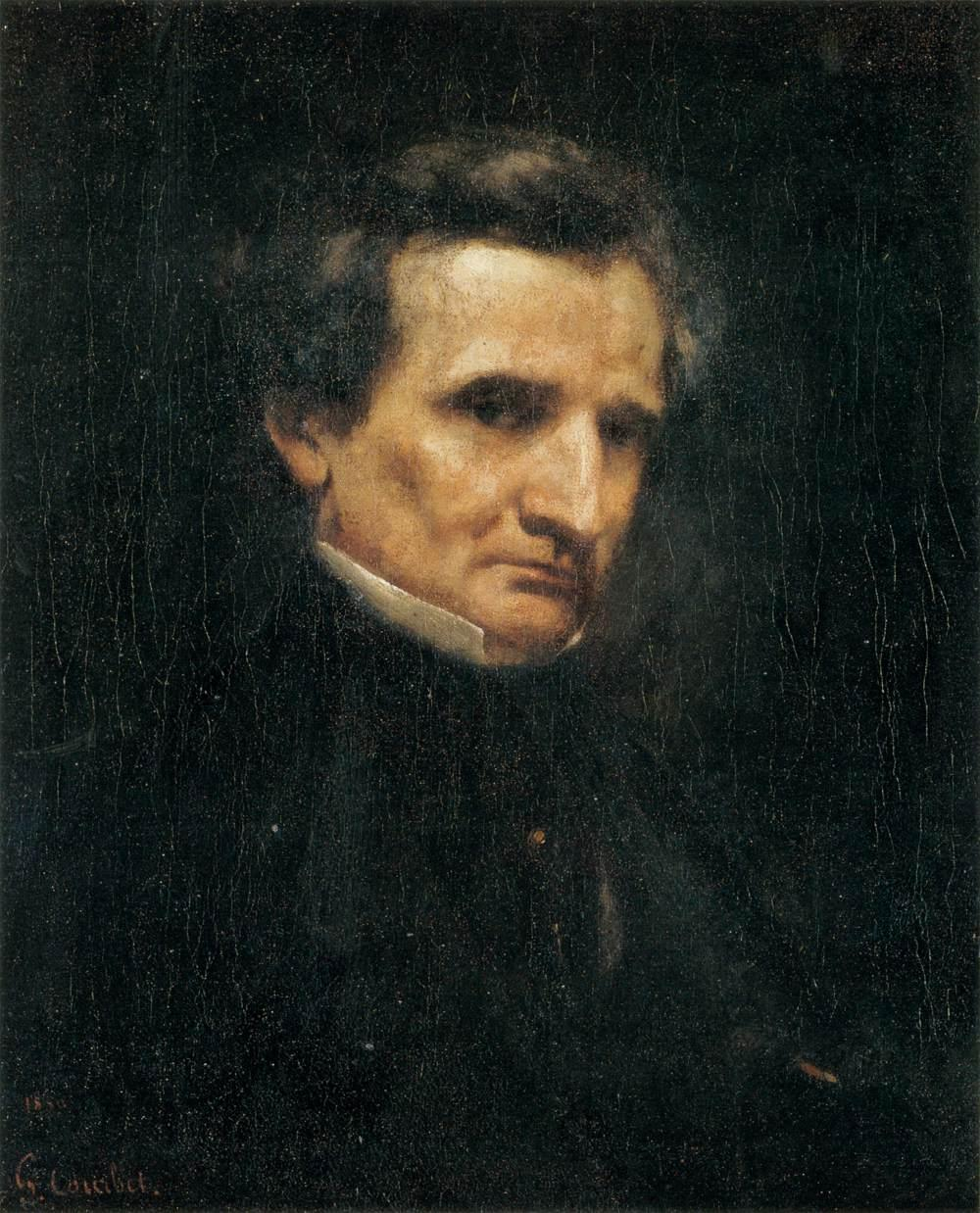
Gustave Courbet, Portrét Hectora Berlioze, 1850
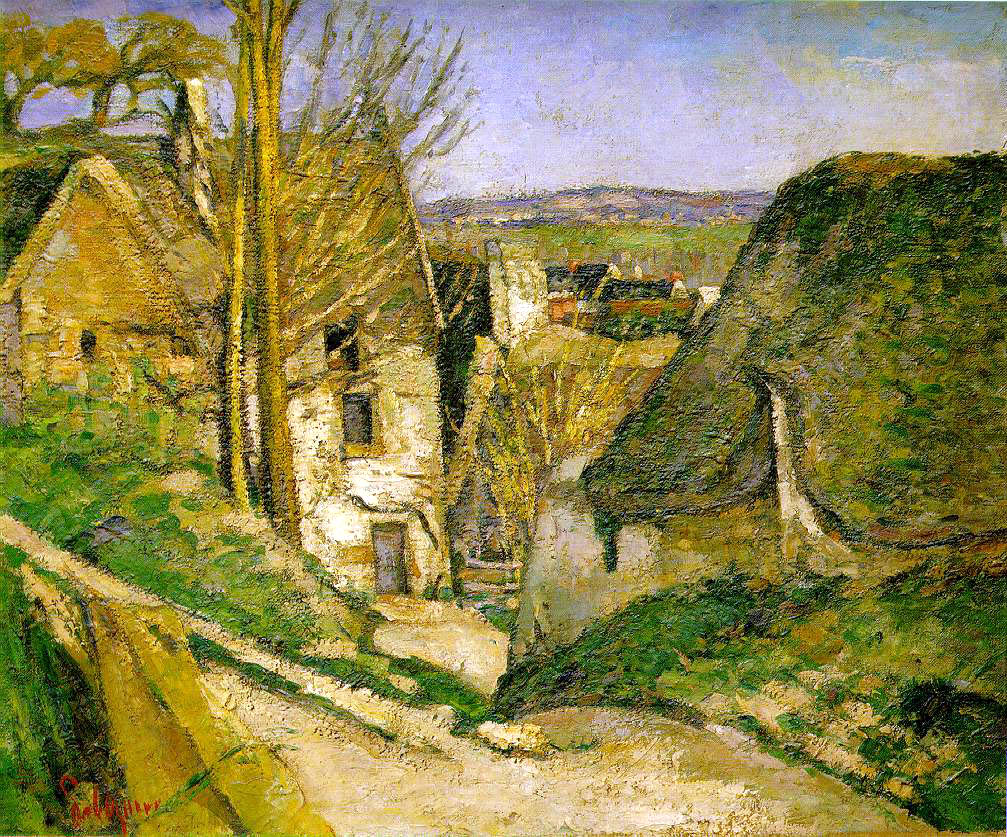
Paul Cézanne, Dům u oběšence, 1873
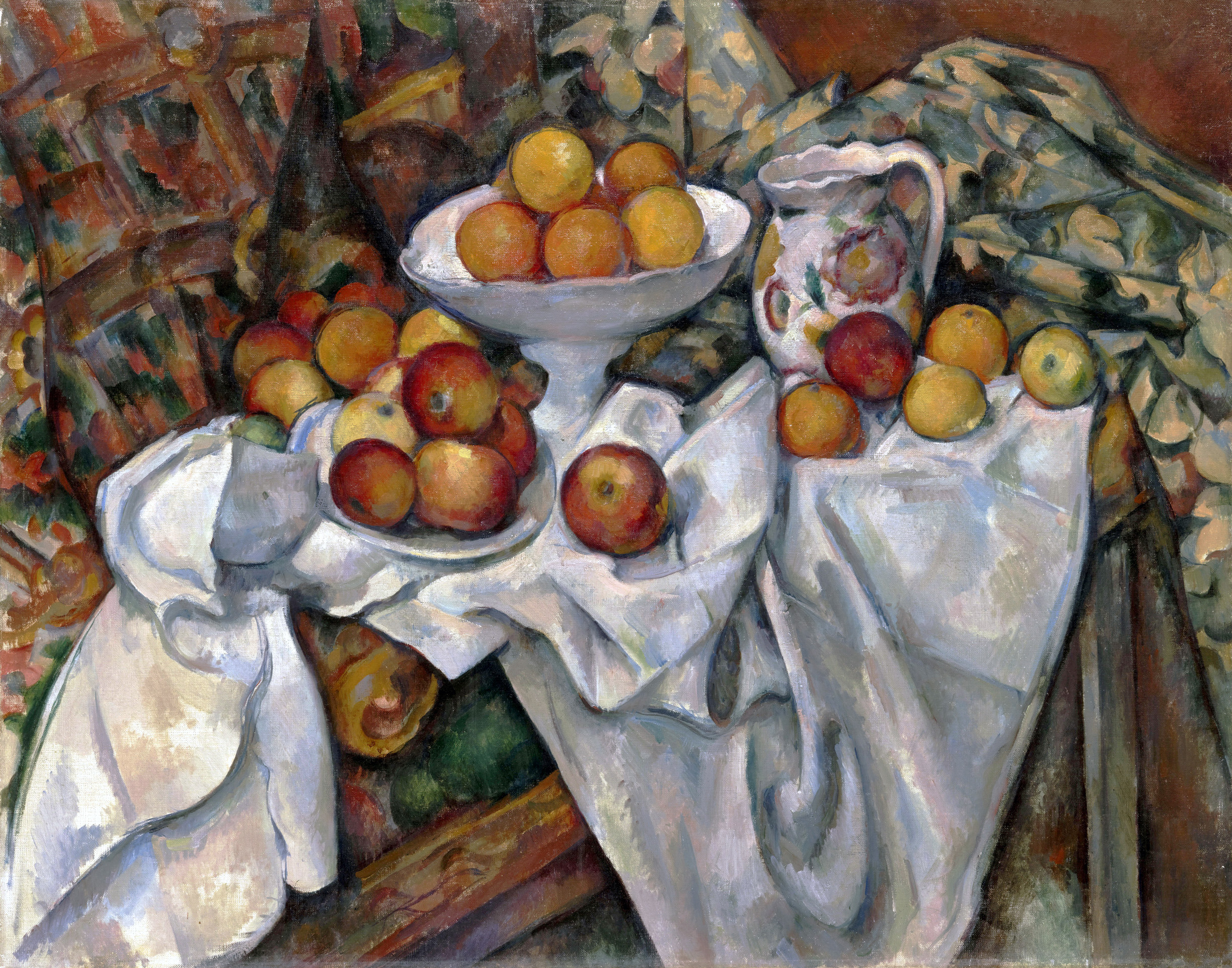
Paul Cézanne, Jablka a pomeranče, 1895-1900
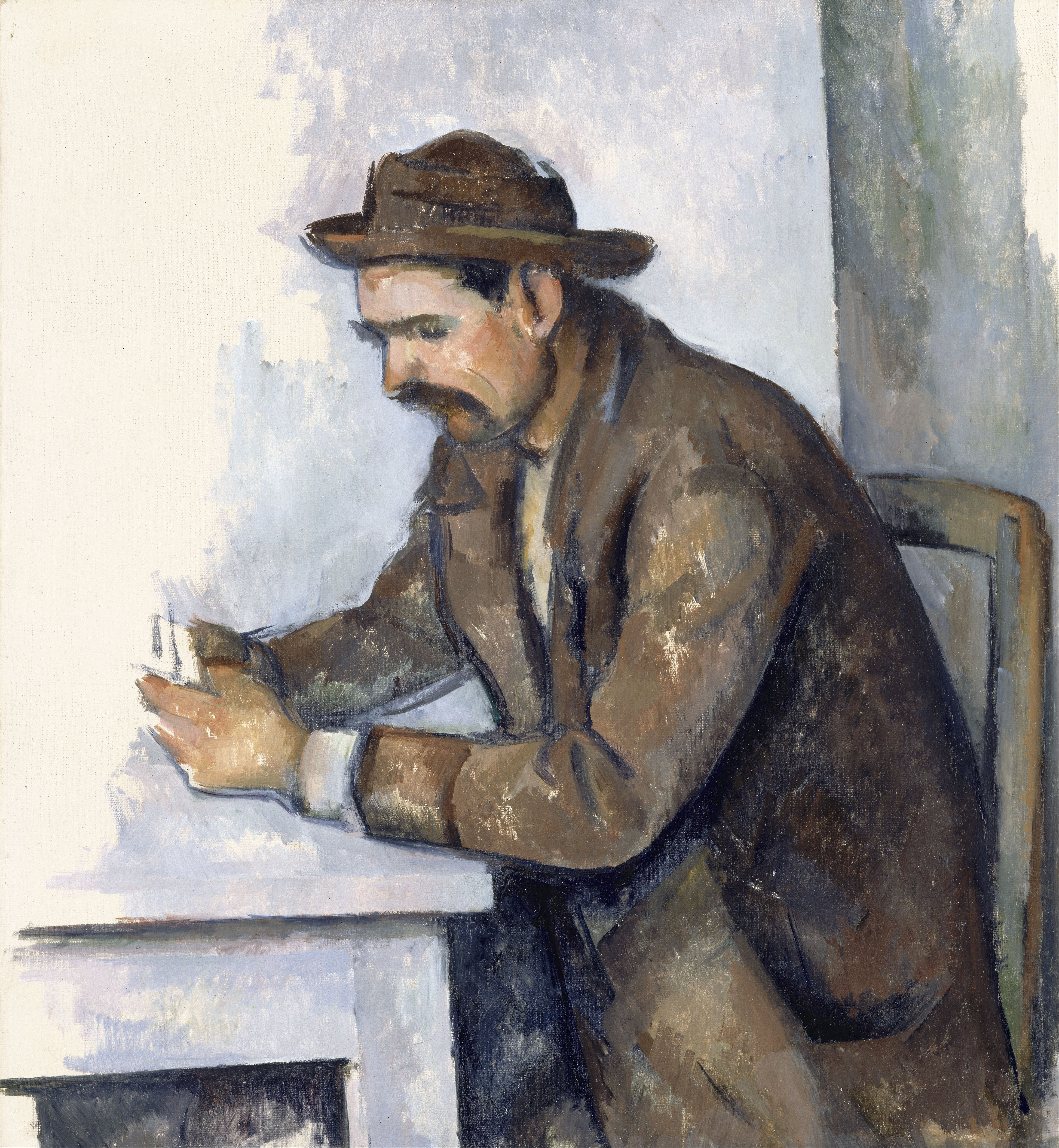
Paul Cézanne, Karbaník, asi 1891
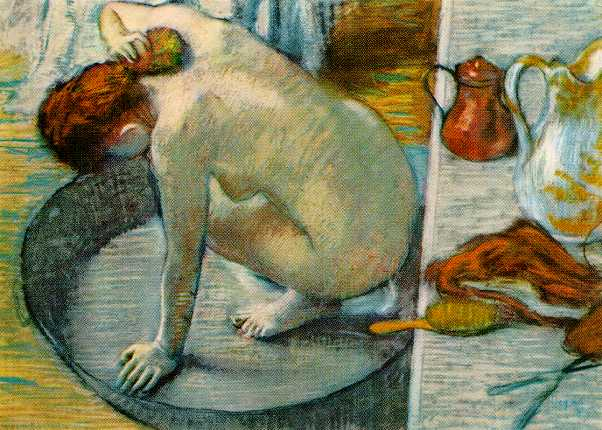
Edgar Degas, Vanička, 1886
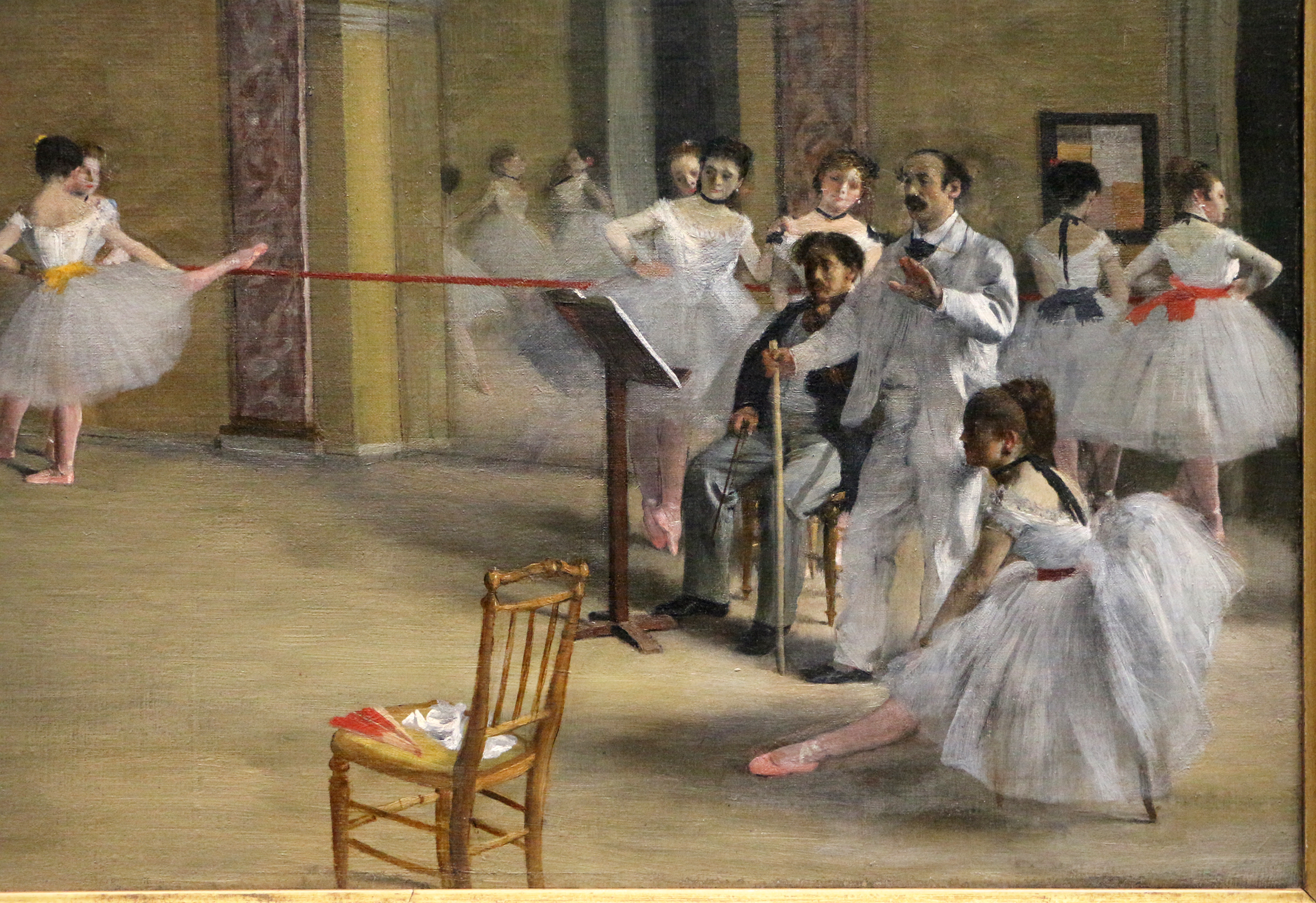
Edgar Degas, Taneční zkouška v opeře
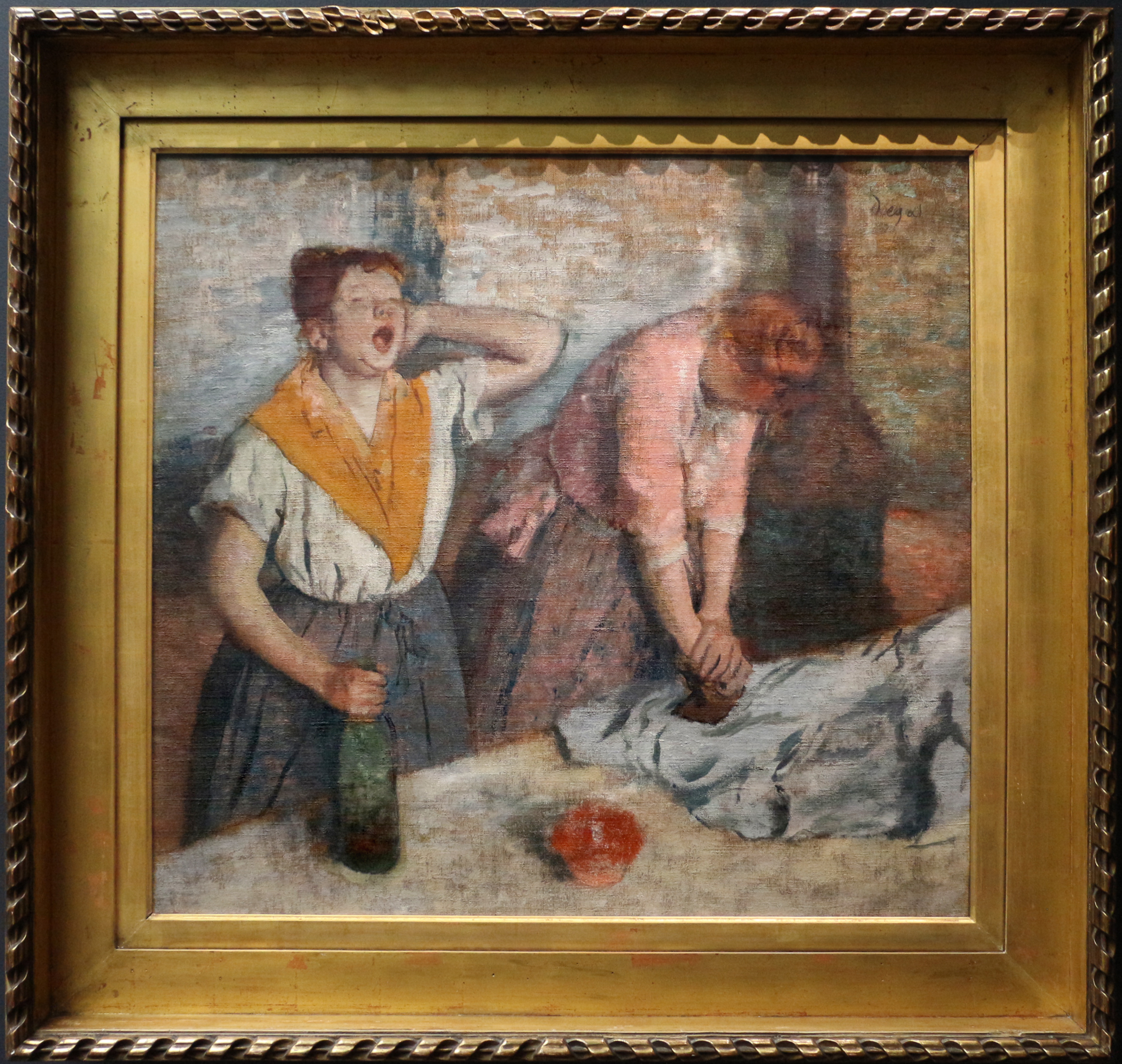
Edgar Degas, Žehlířky, kolem 1885
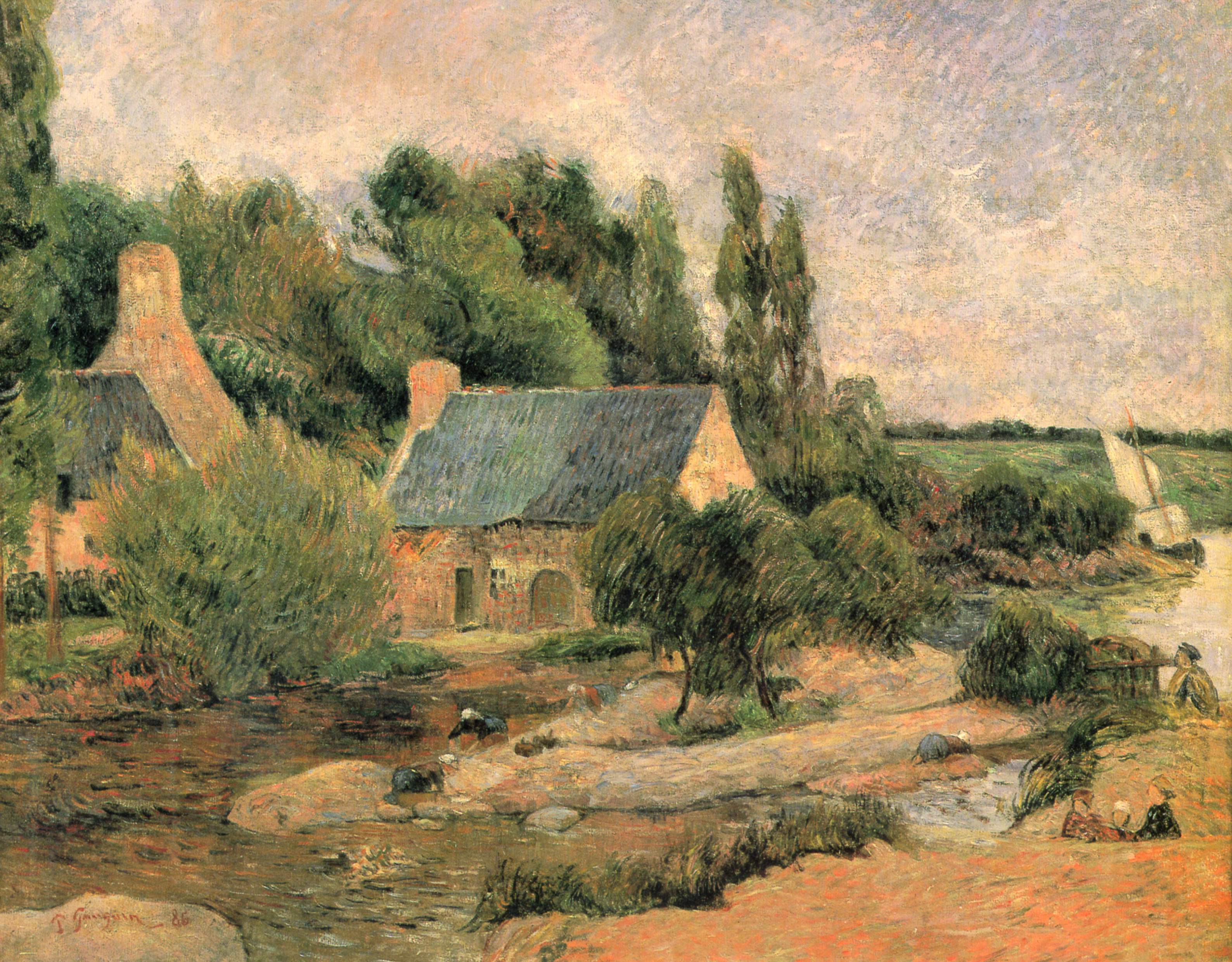
Paul Gauguin, Mlýn v Port-Avent, 1886
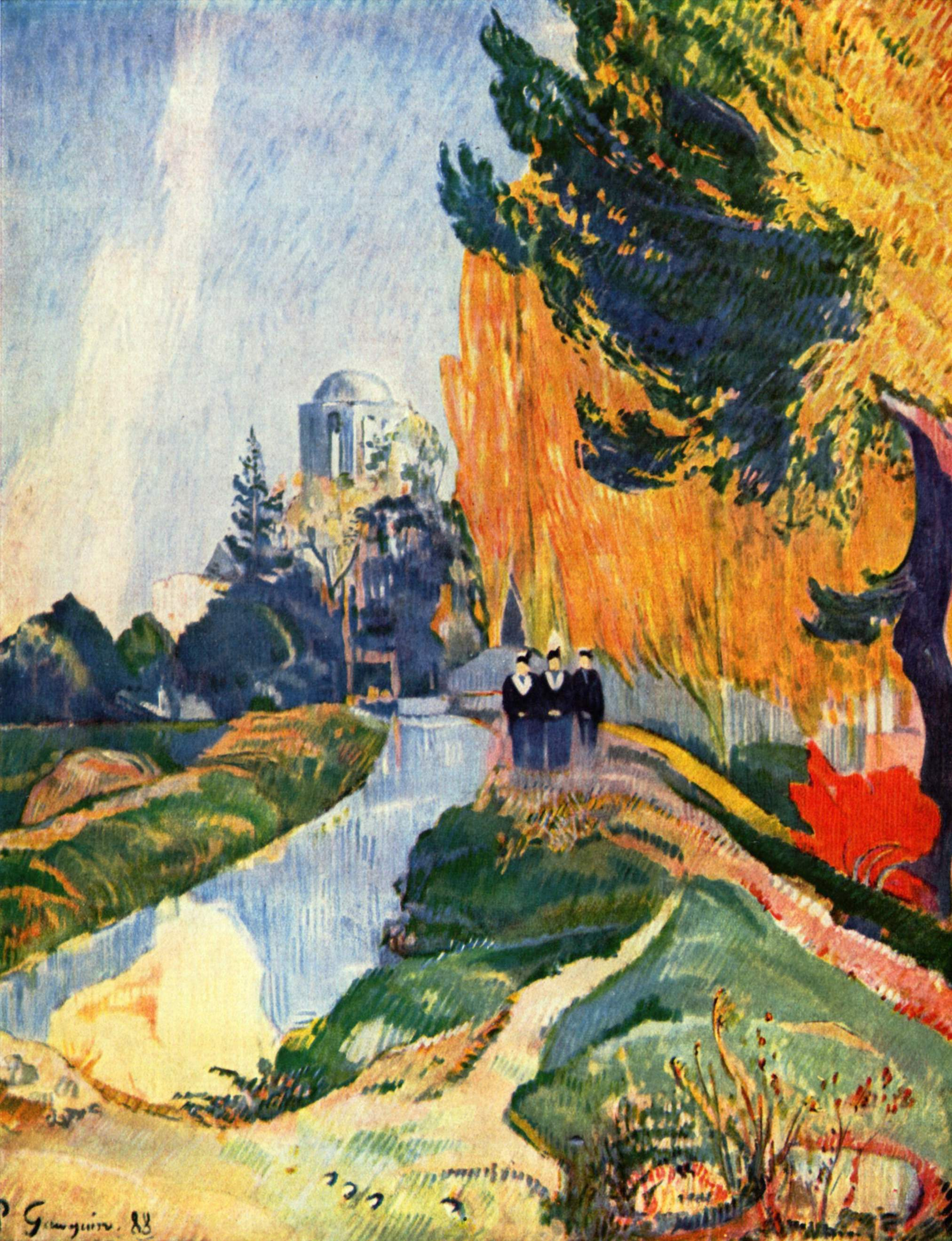
Paul Gauguin, Alyscamp, 1888
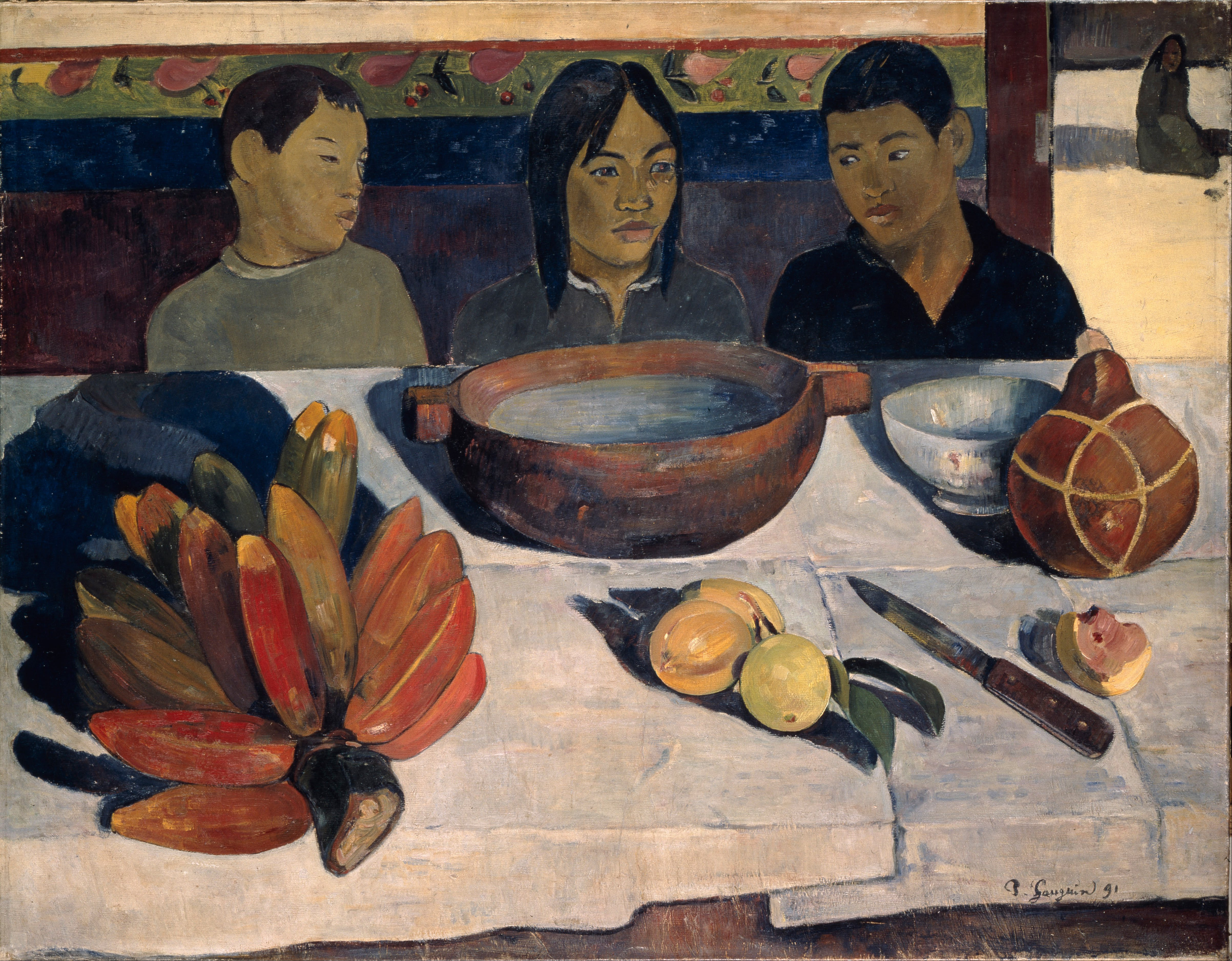
Paul Gauguin, Jídlo, 1891
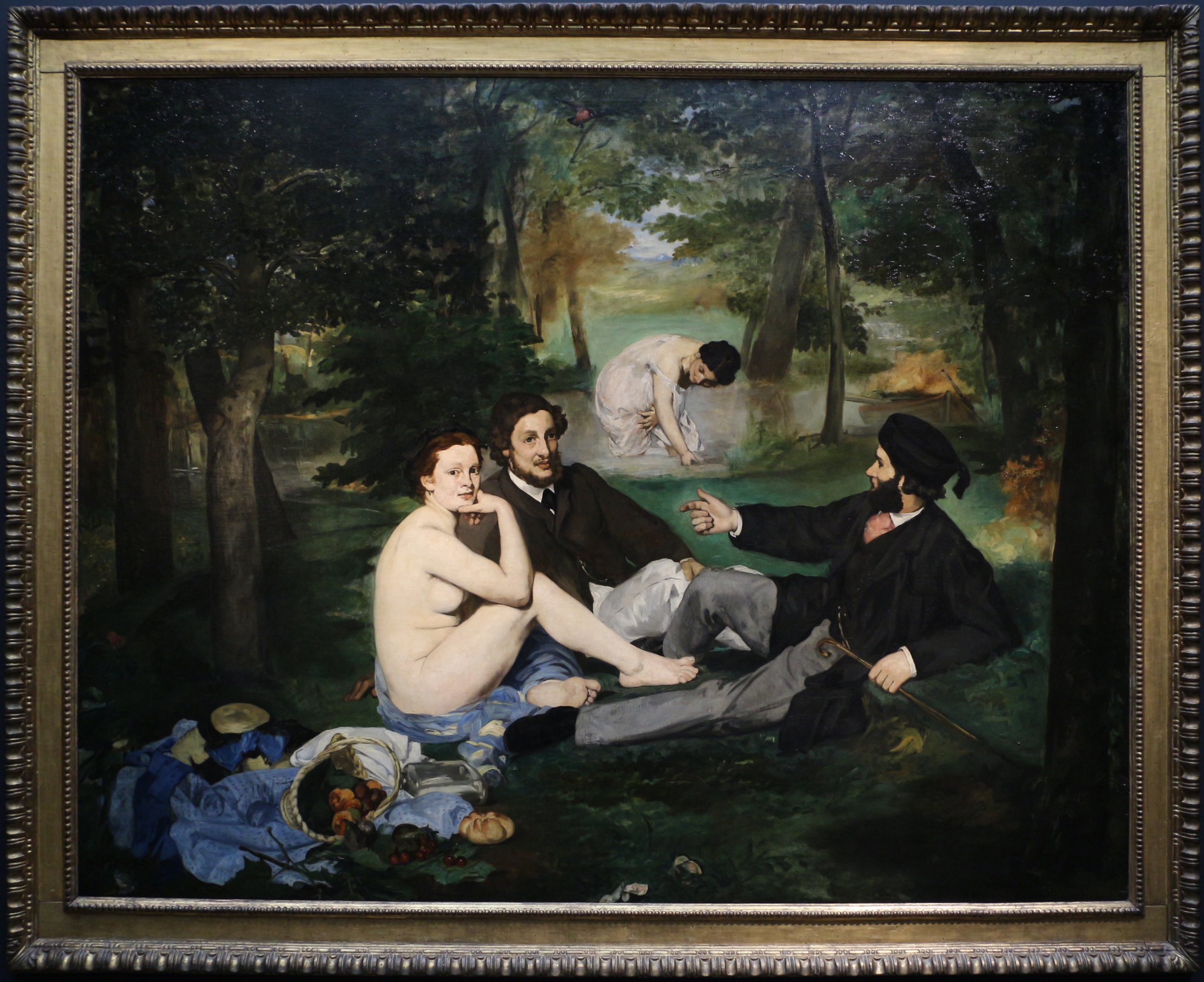
Édouard Manet, Snídaně v trávě, 1863
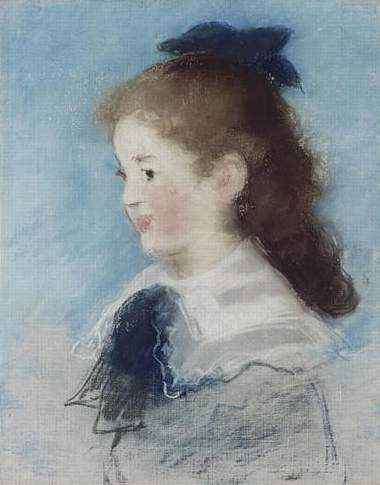
Édouard Manet, Slečna Hechtová, 1882
Jean-François Millet, Anděl Páně,.1858
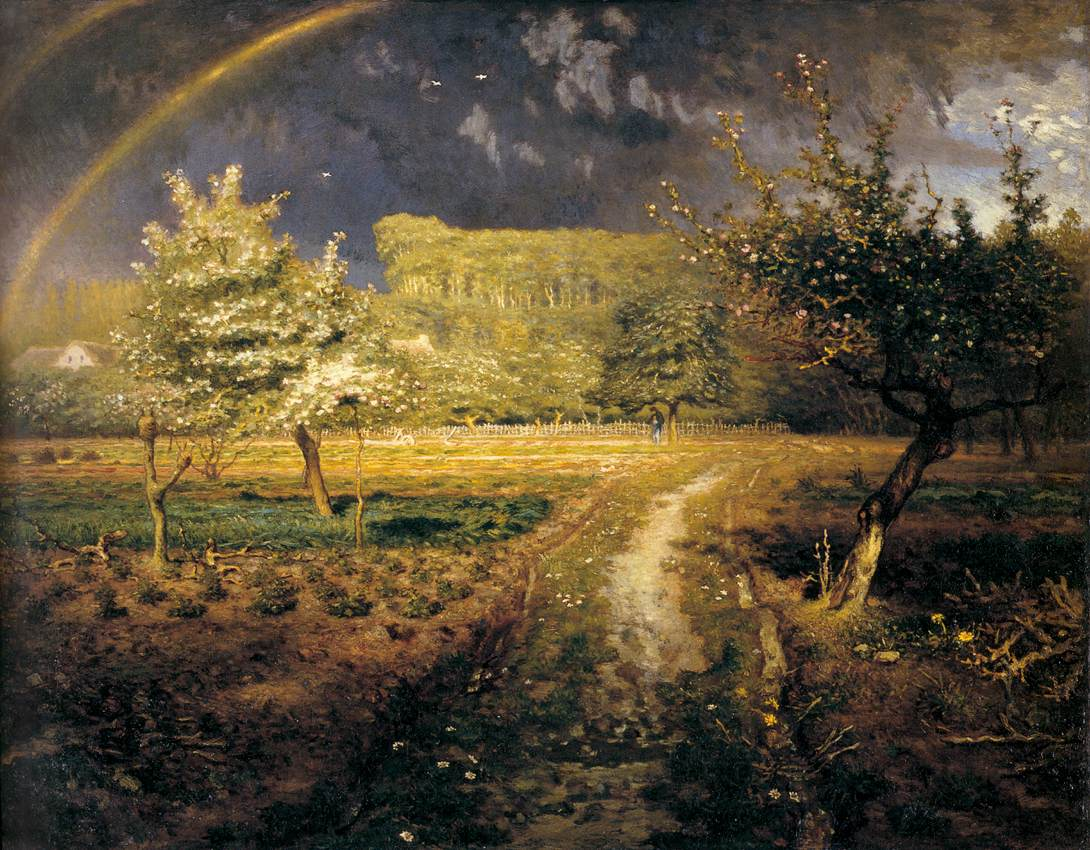
Jean-François Millet, Jaro, kolem 1870
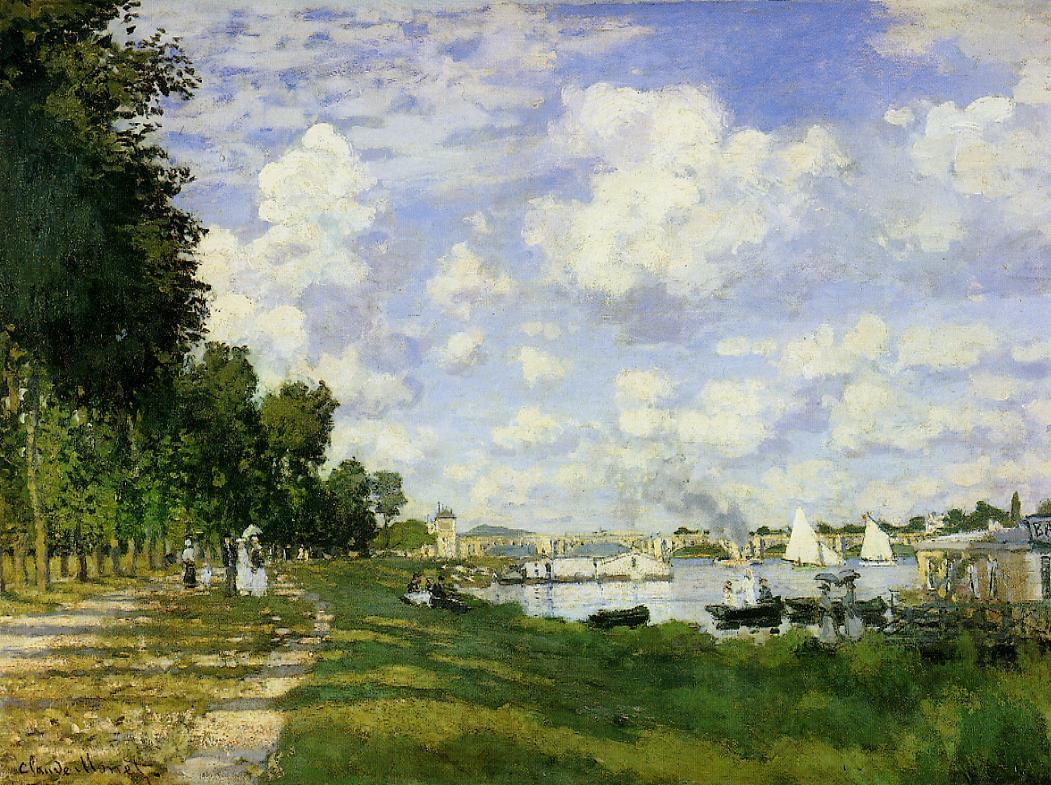
Claude Monet, Vodní nádrž v Argenteuilu, 1872
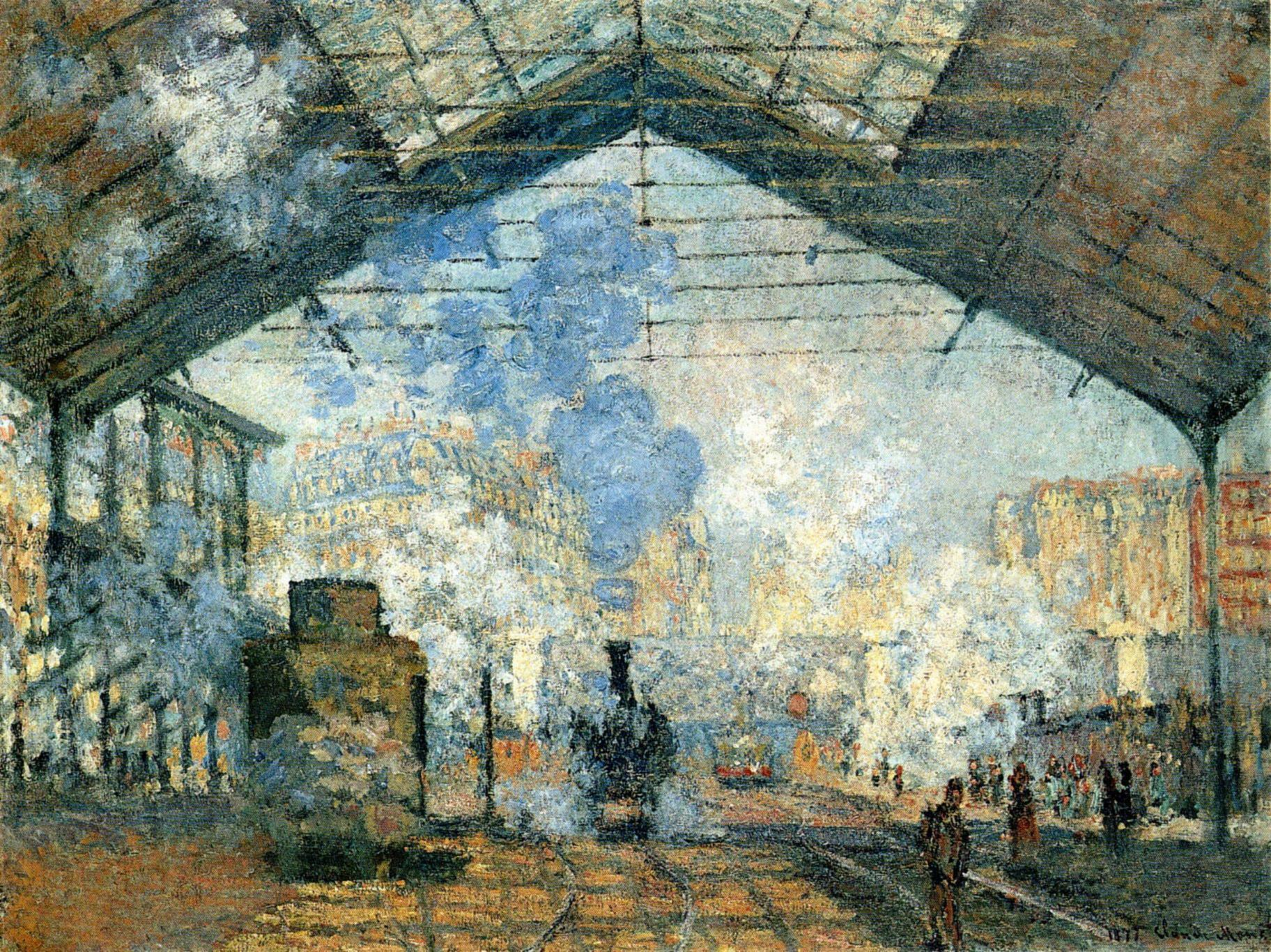
Claude Monet, Nádraží Saint Lazare, 1877
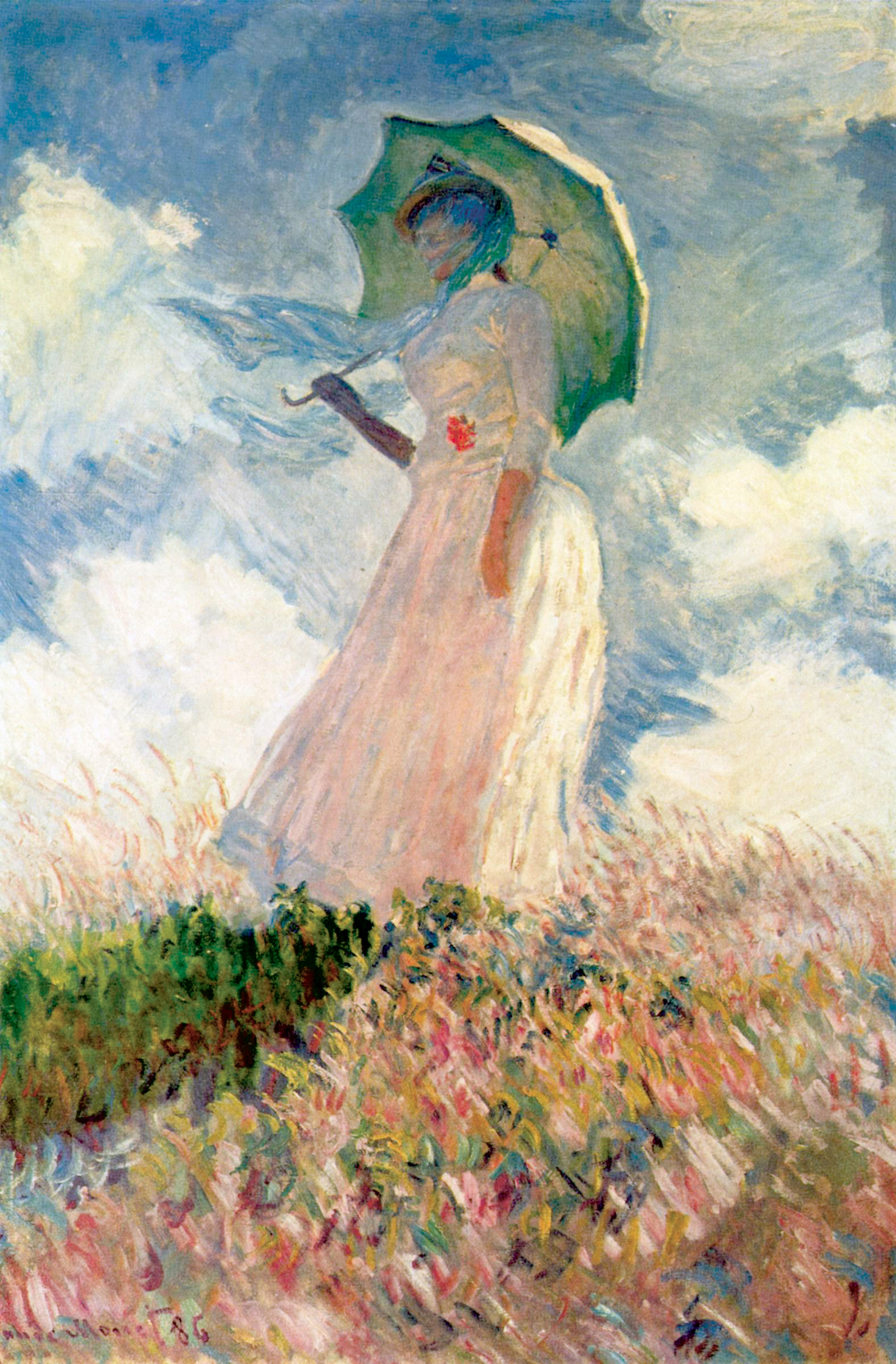
Claude Monet, Žena se slunečníkem, 1886
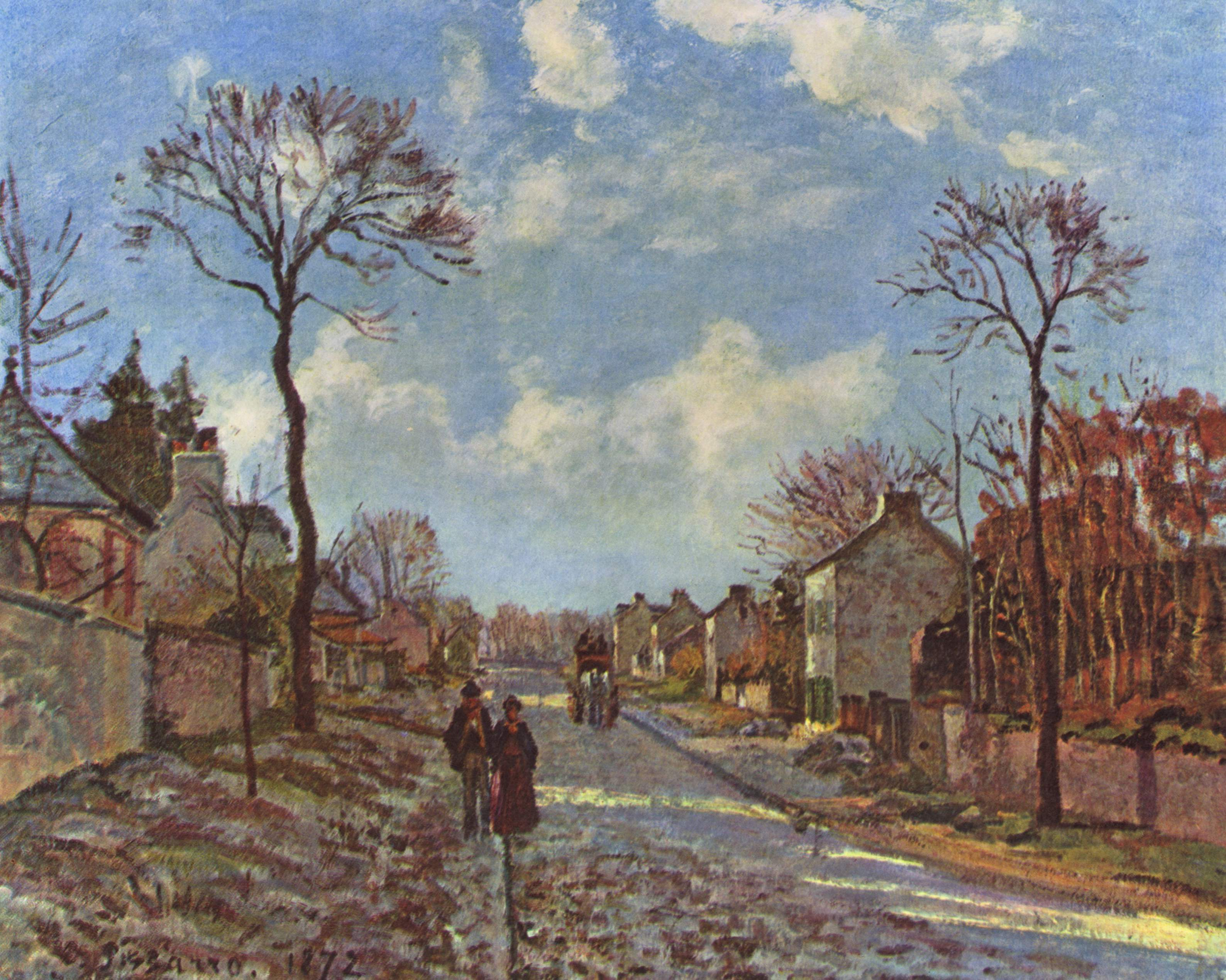
Camille Pissarro, Cesta do Louveciennes, 1872
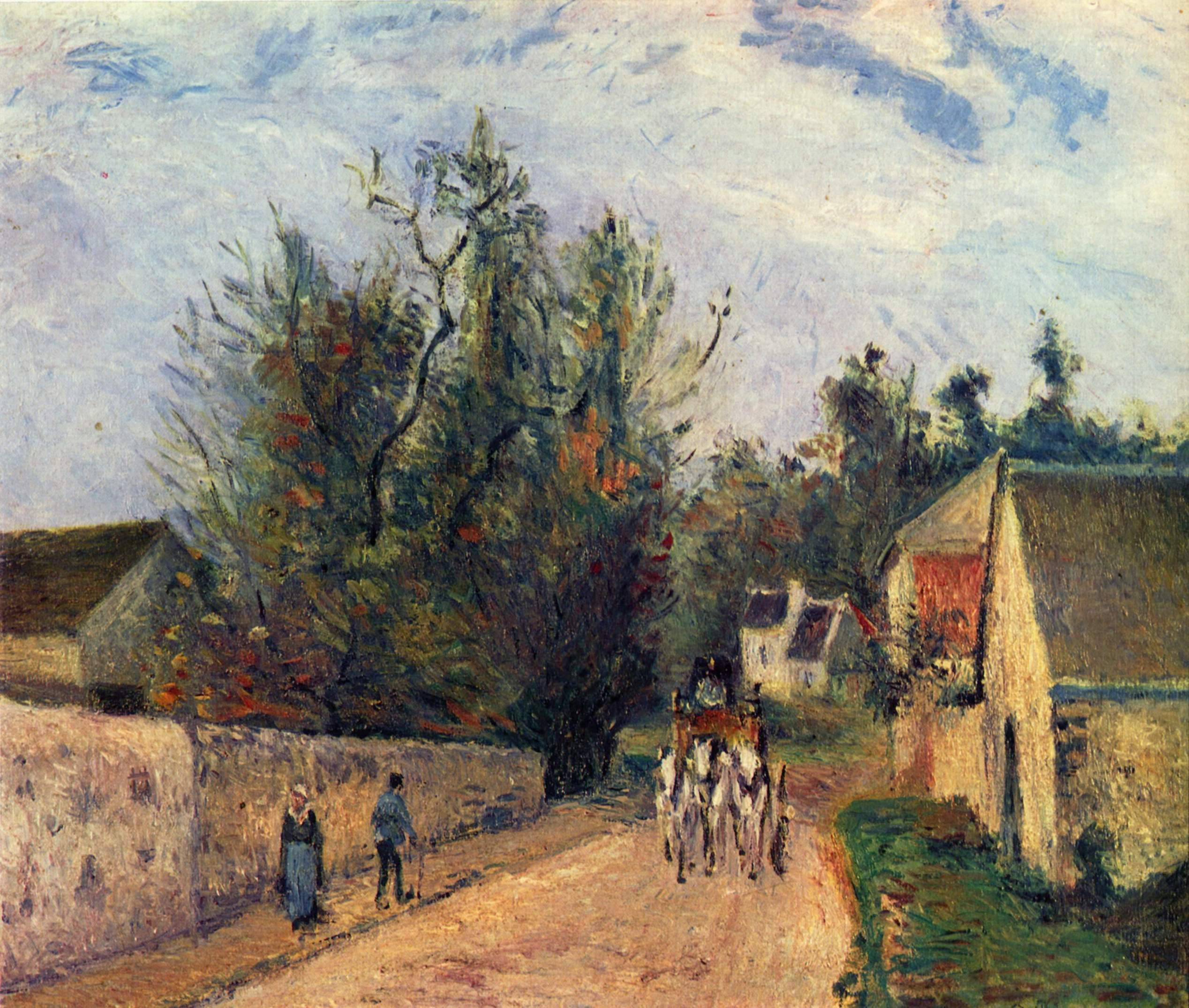
Camille Pissarro, Pošta do Ennery, 1877
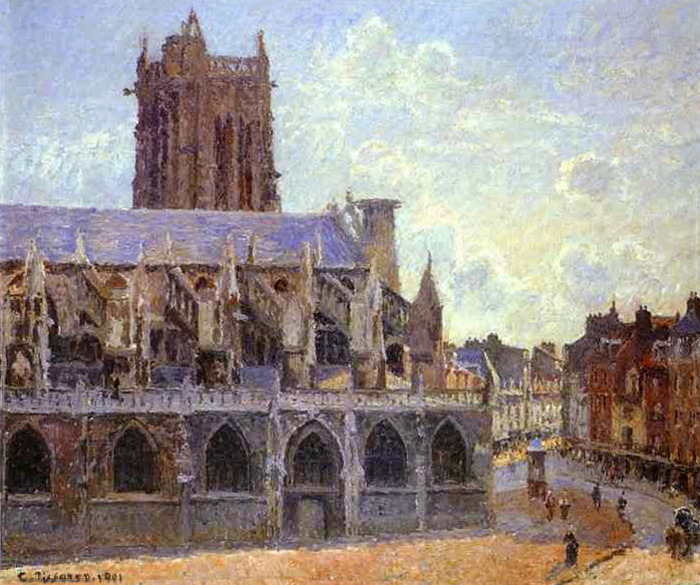
Camille Pissarro, Kostel v Dieppe, 1903
Auguste Renoir, Tanec v Moulin de la Galette, 1876
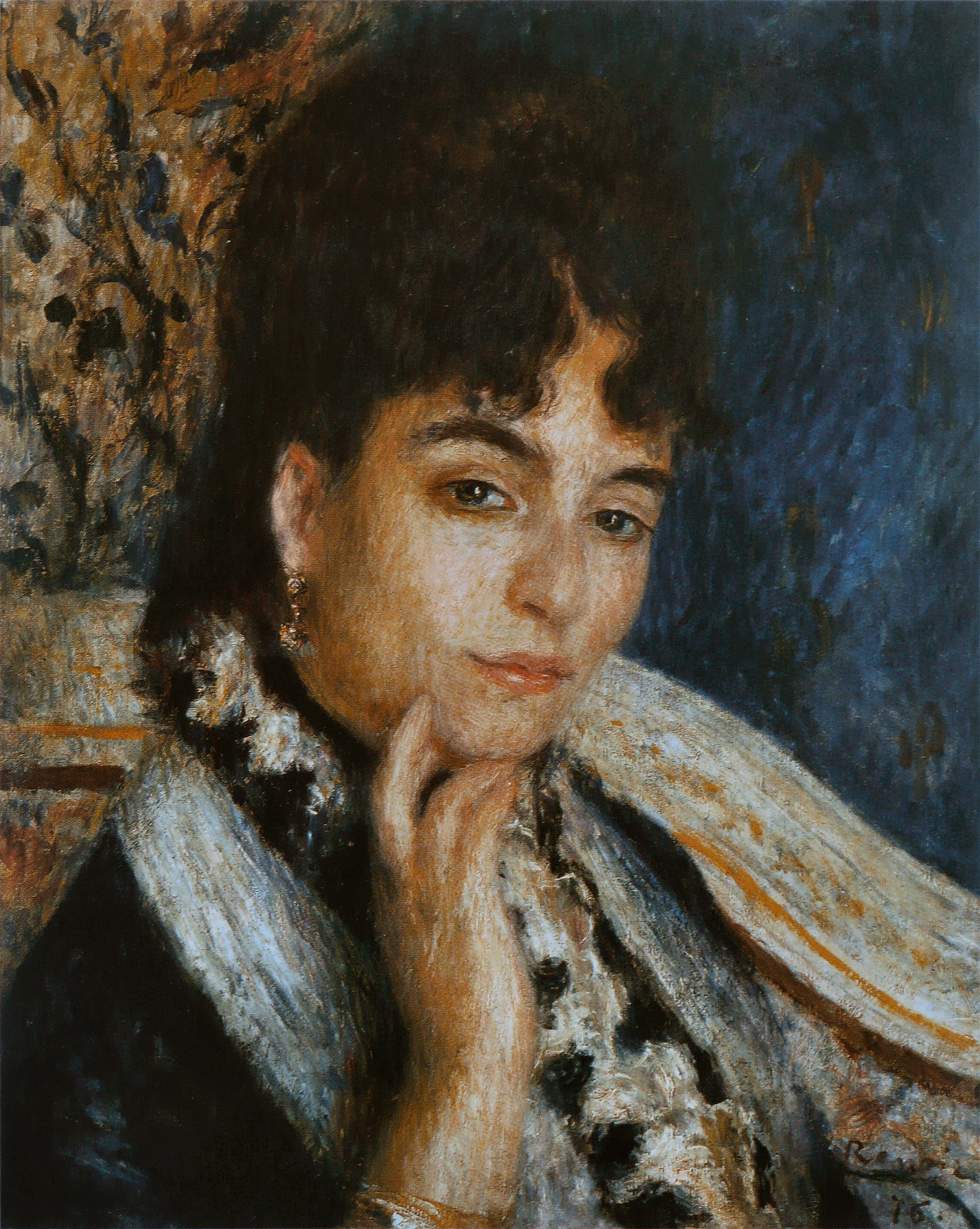
Auguste Renoir, Mme Alphonse Daudet, 1876
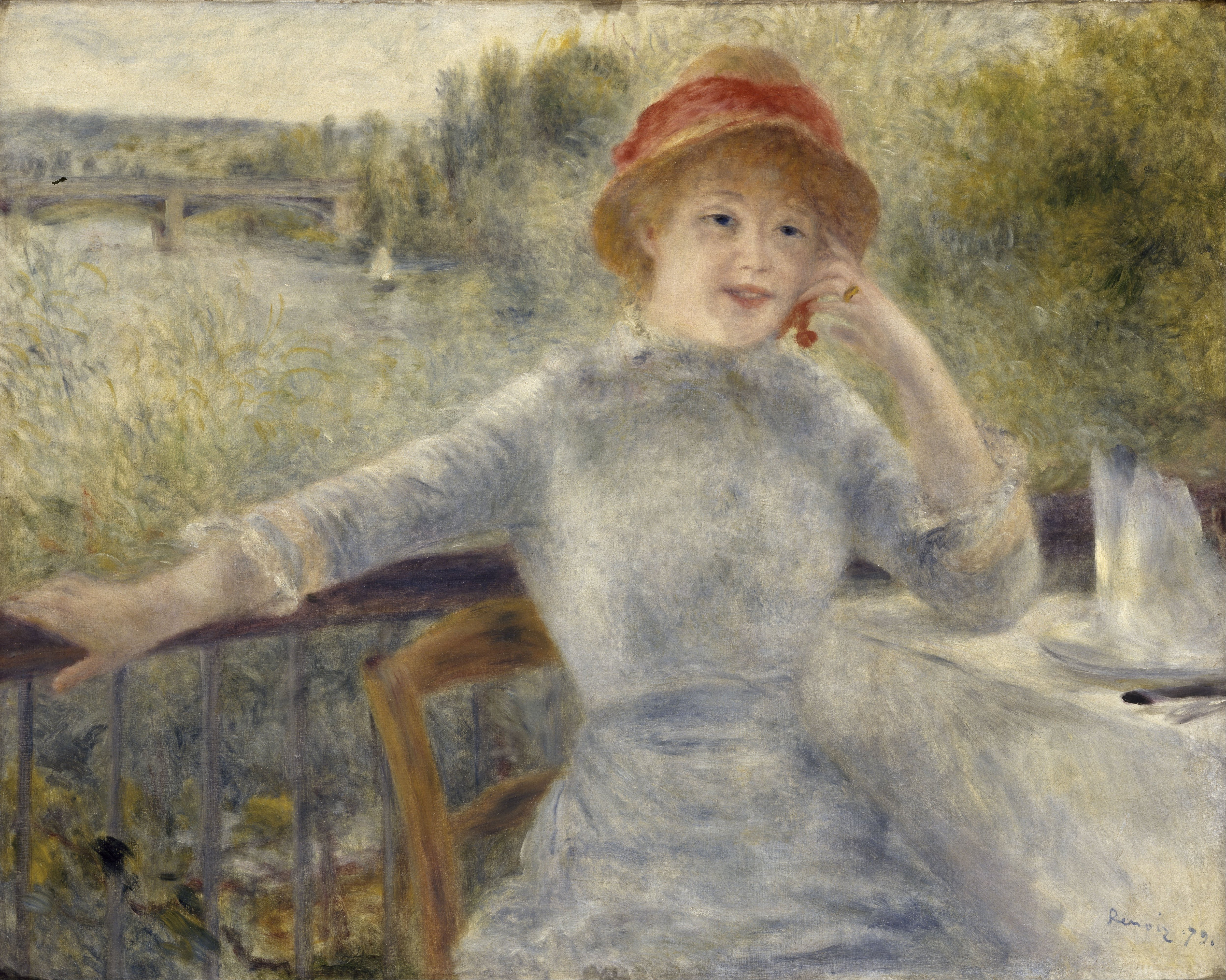
Auguste Renoir, Alphonsine,1879
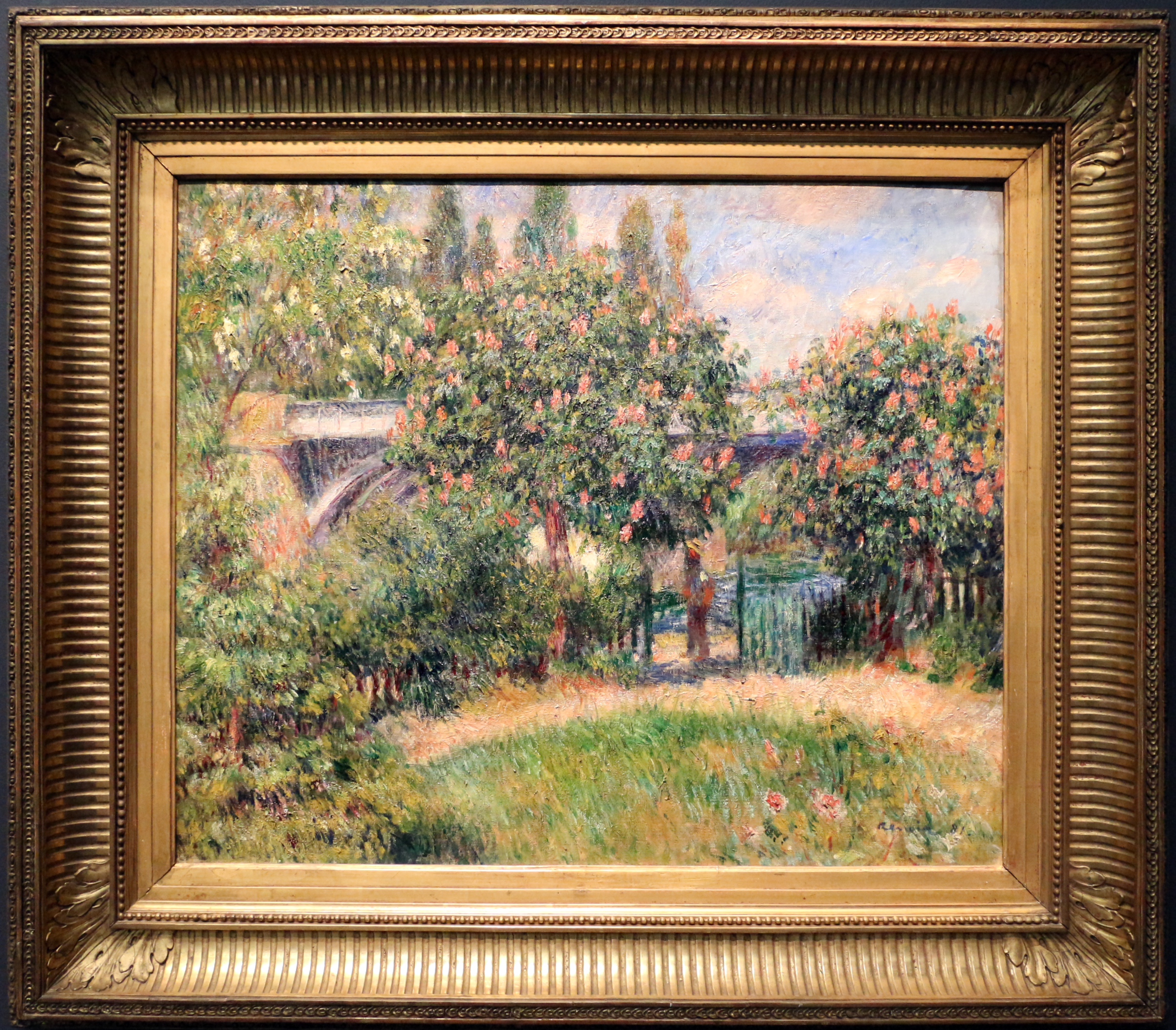
Auguste Renoir, Železniční most v Argenteuilu, 1881
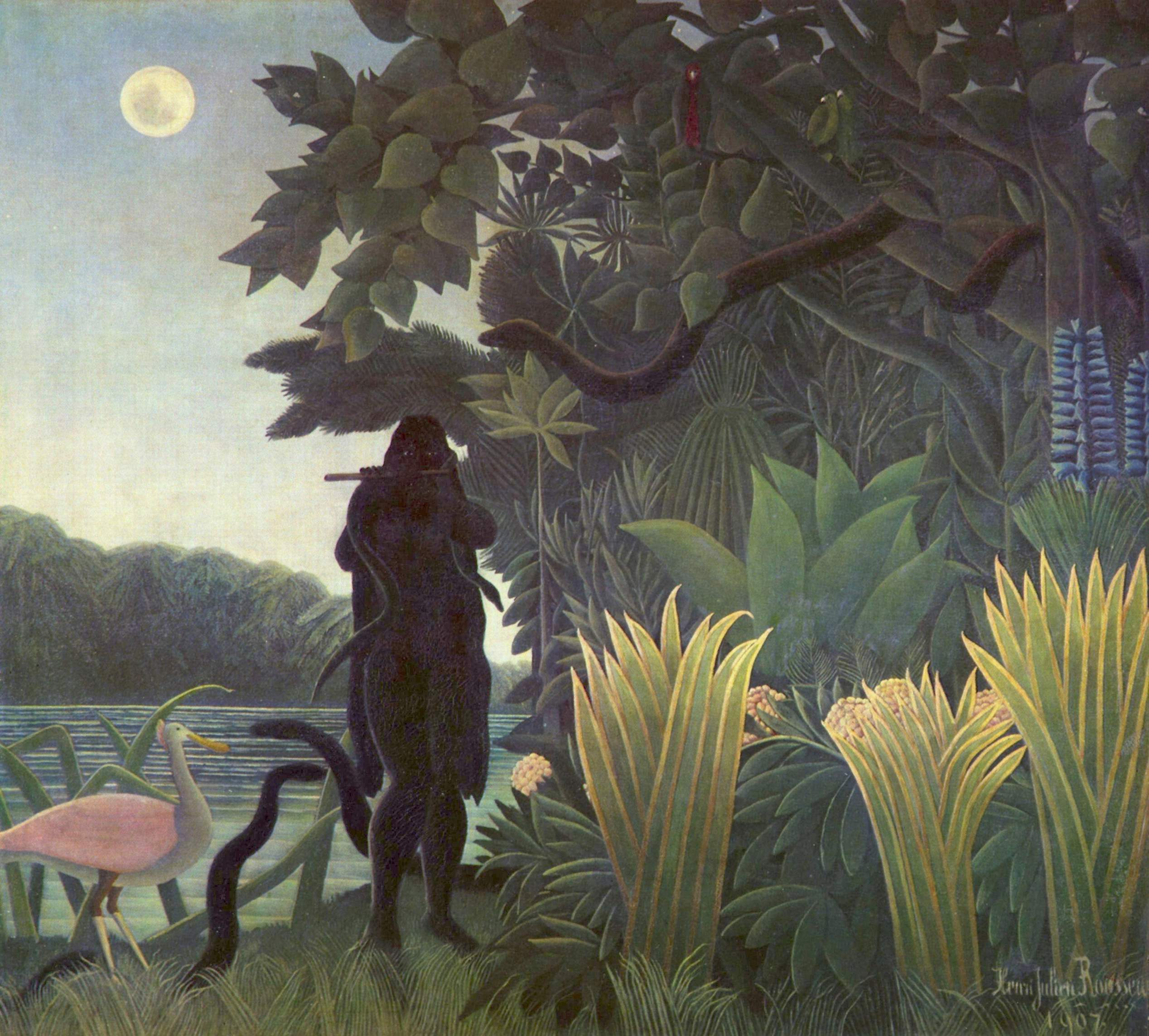
Henri Rousseau, Zaklínačka hadů, 1907
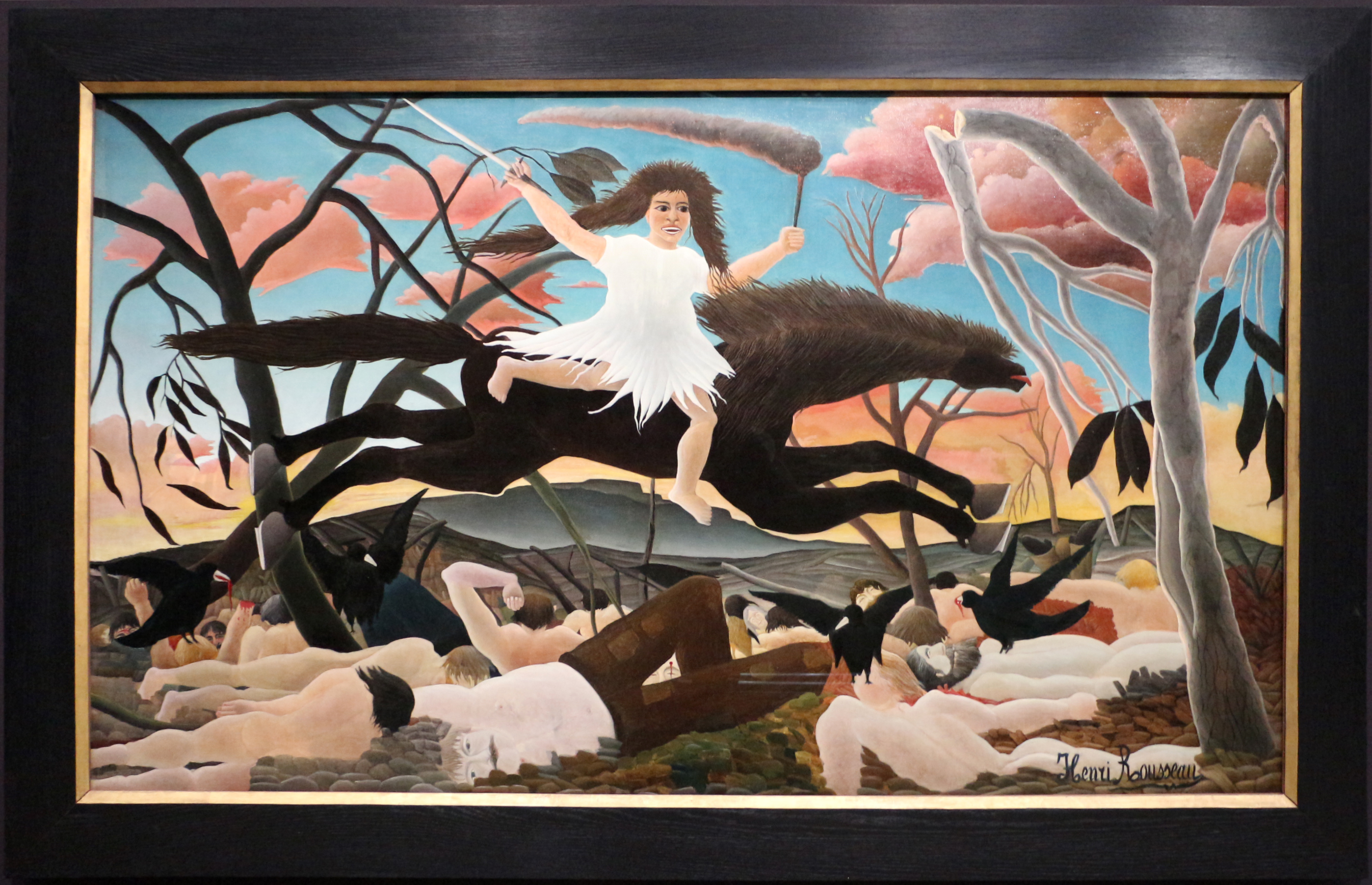
Henri Rousseau, Válka, 1894
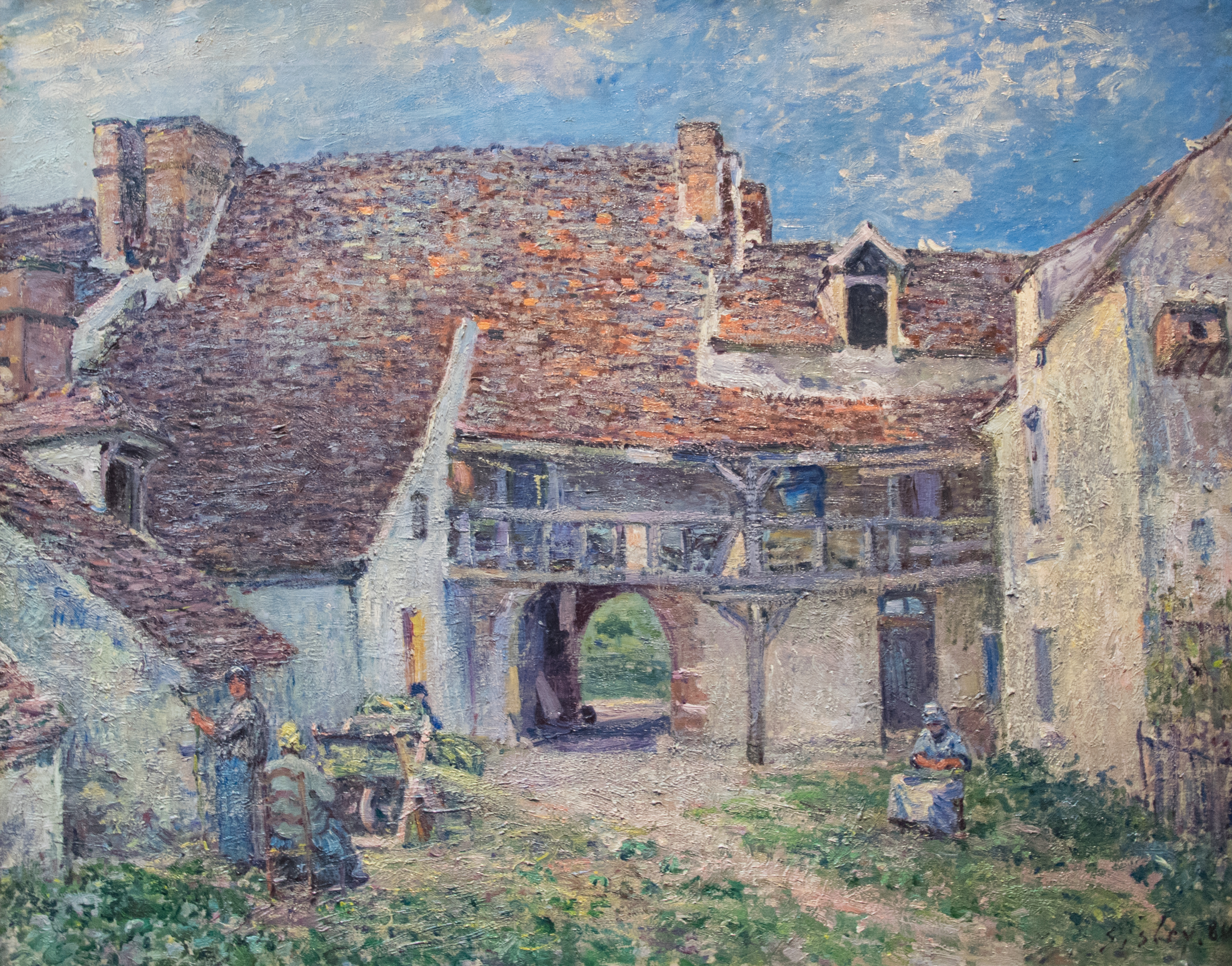
Alfred Sisley, Dvůr v St.-Mammes, 1884
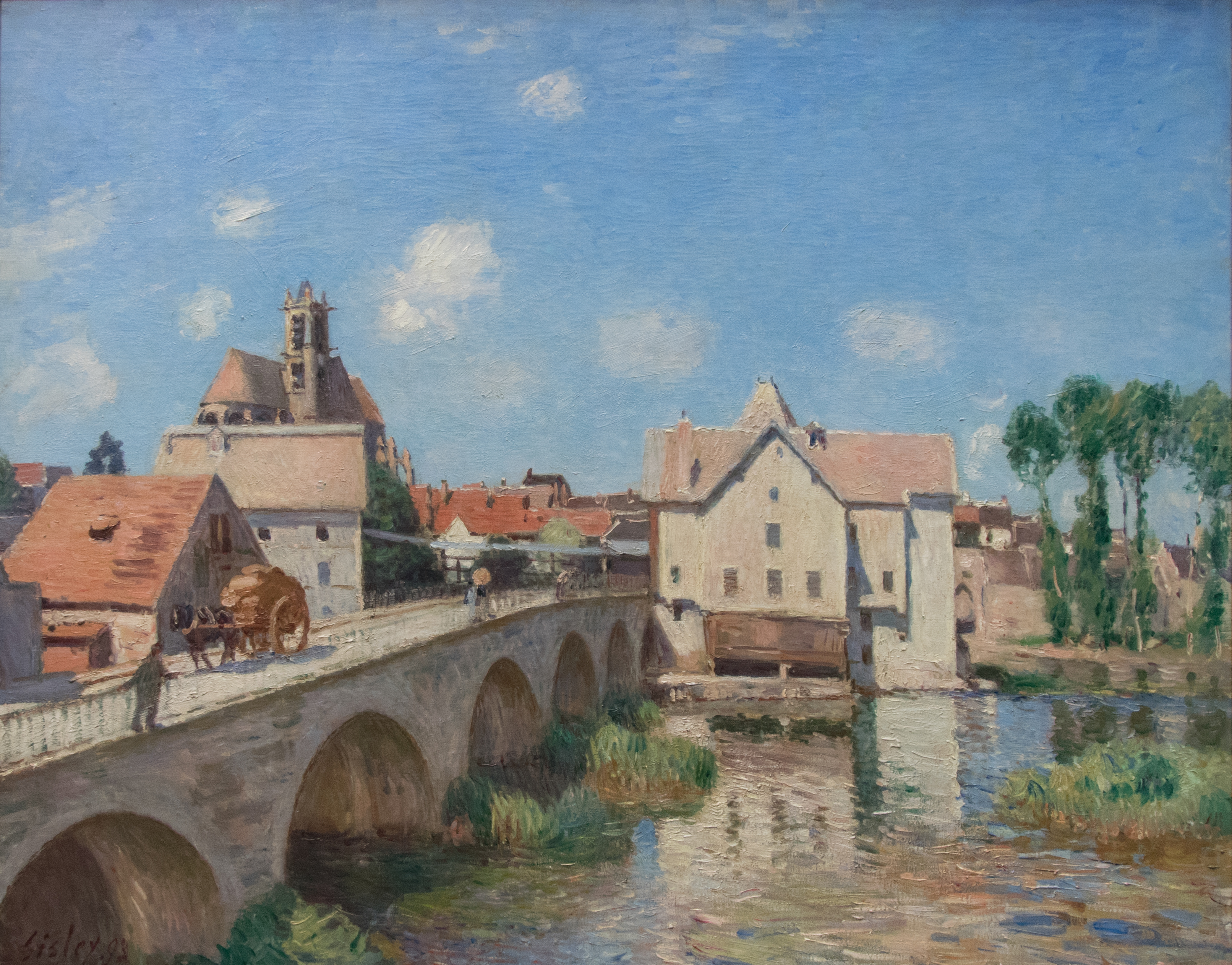
Alfred Sisley, Most v Moret, 1893
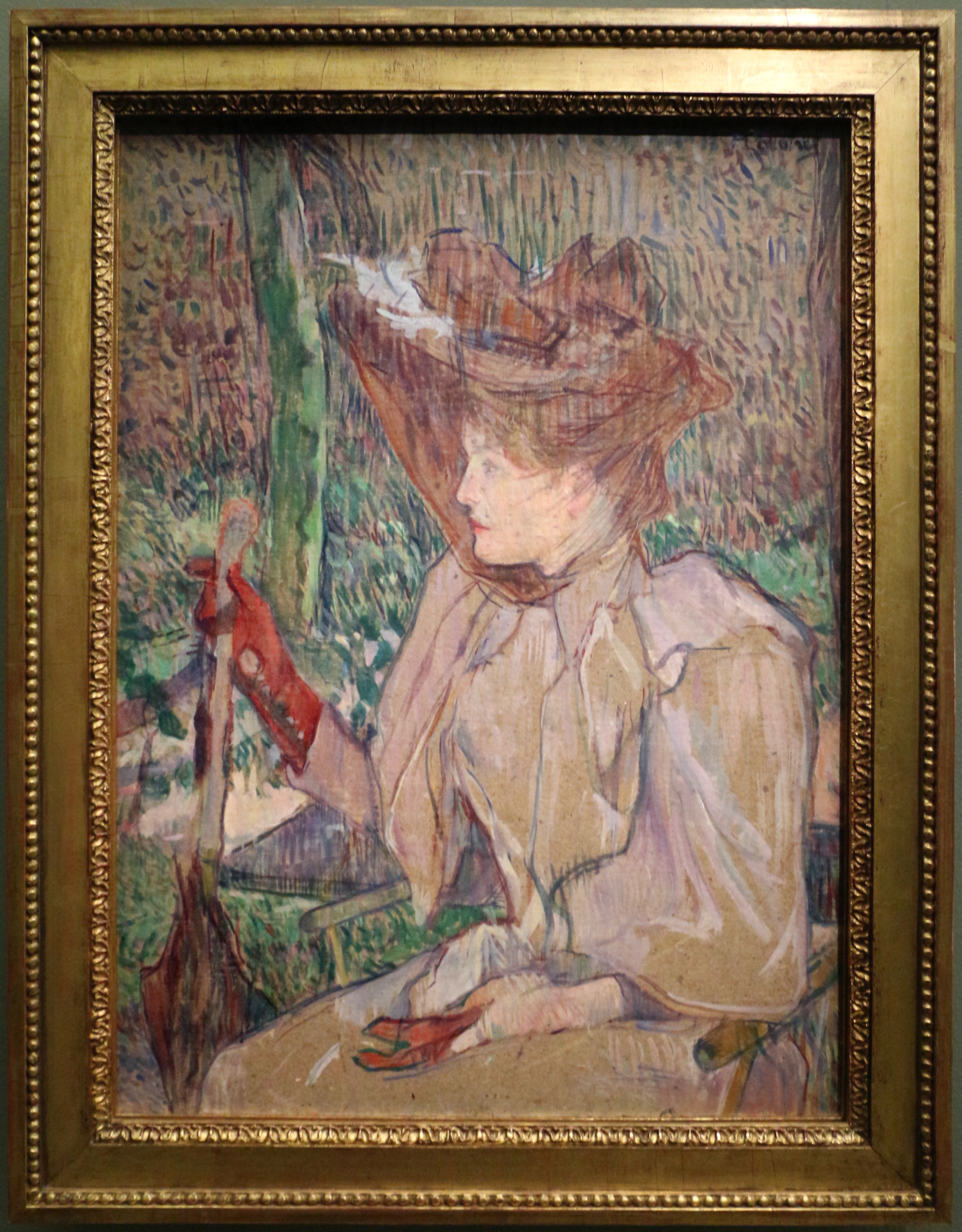
Henri de Toulouse-Lautrec, Žena s rukavicemi, 1890
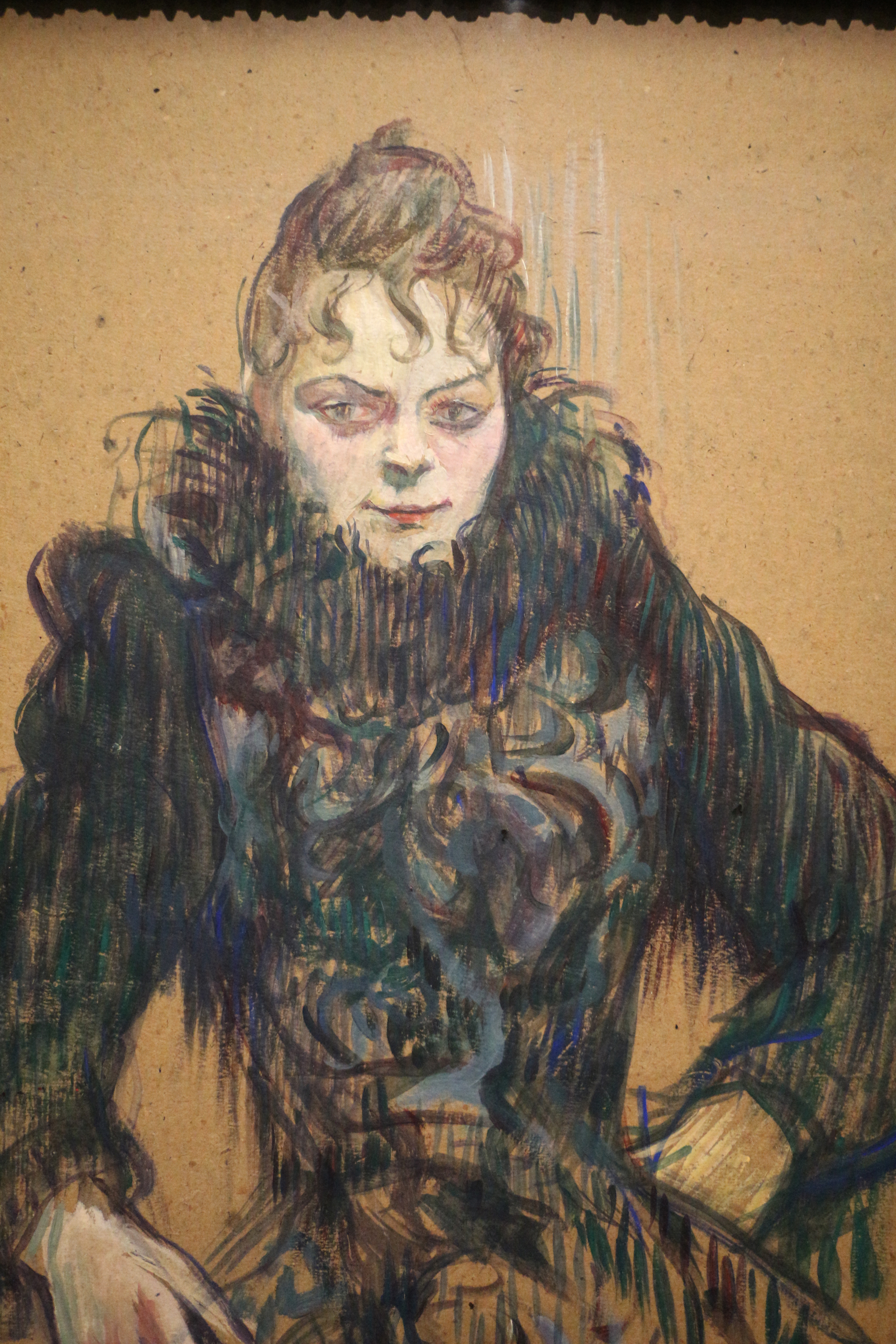
Henri de Toulouse-Lautrec, Žena s černou šálou, 1892
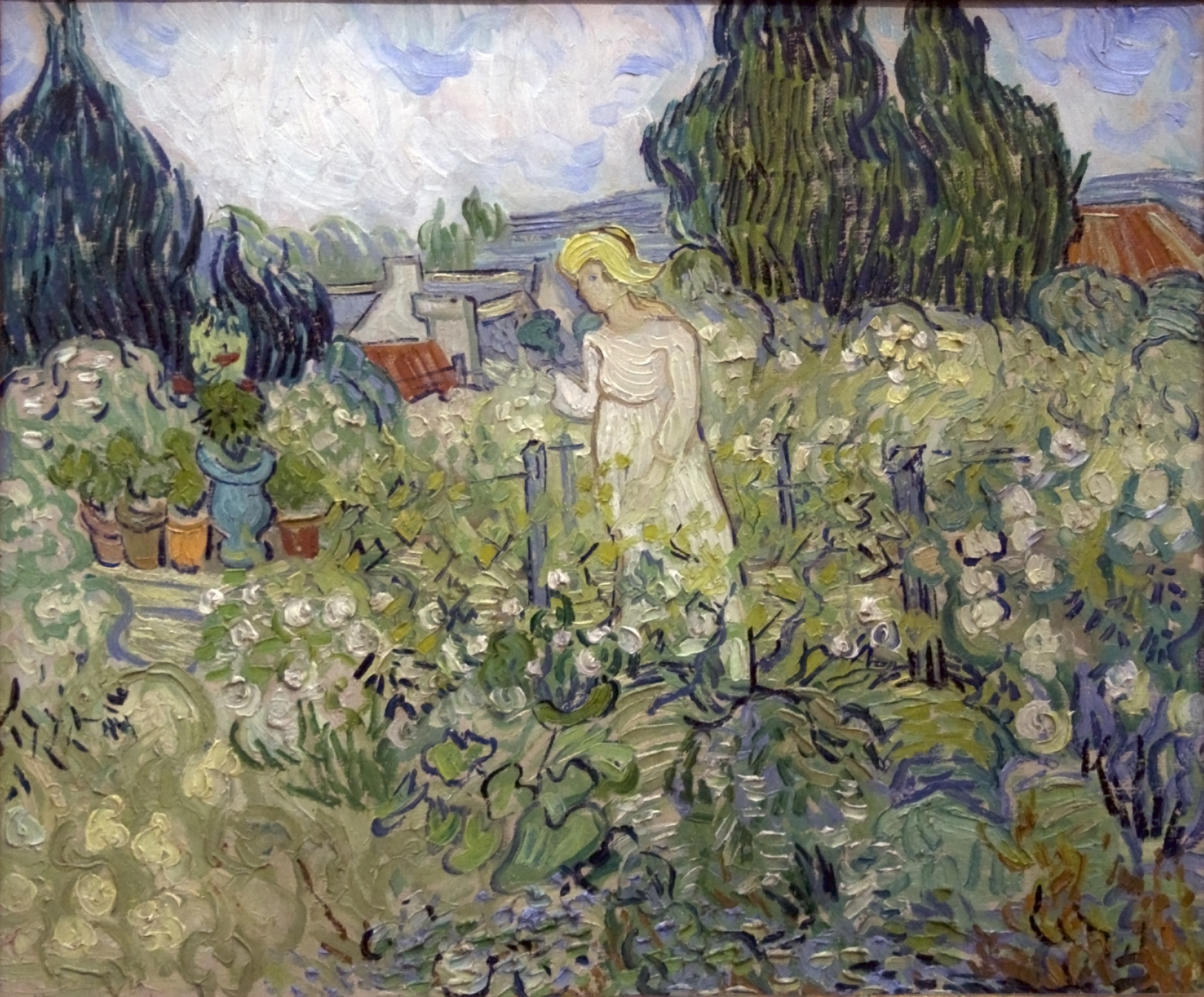
Vincent van Gogh, Markéta Gachetová v zahradě, 1890
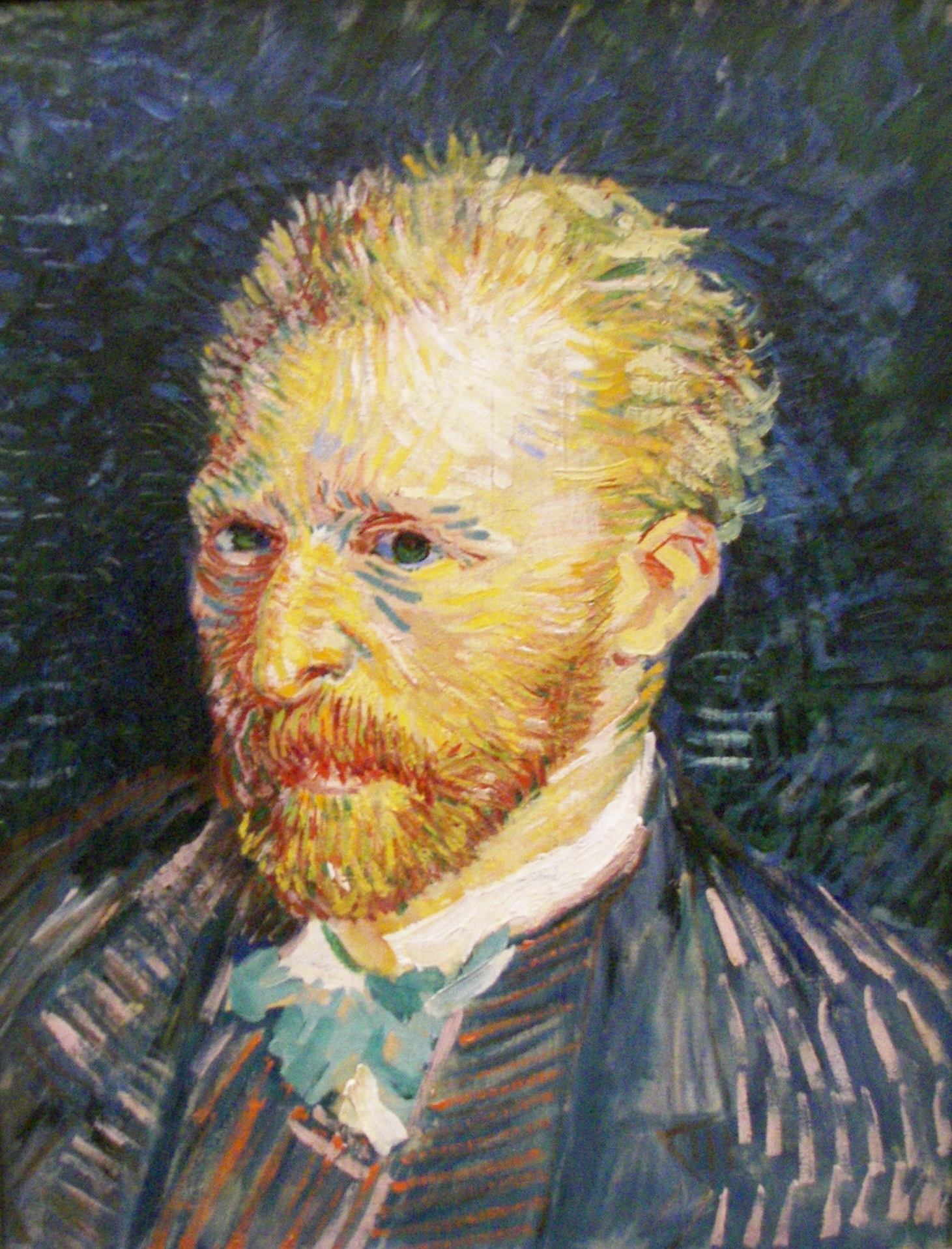
Vincent van Gogh, Autoportrét, 1887
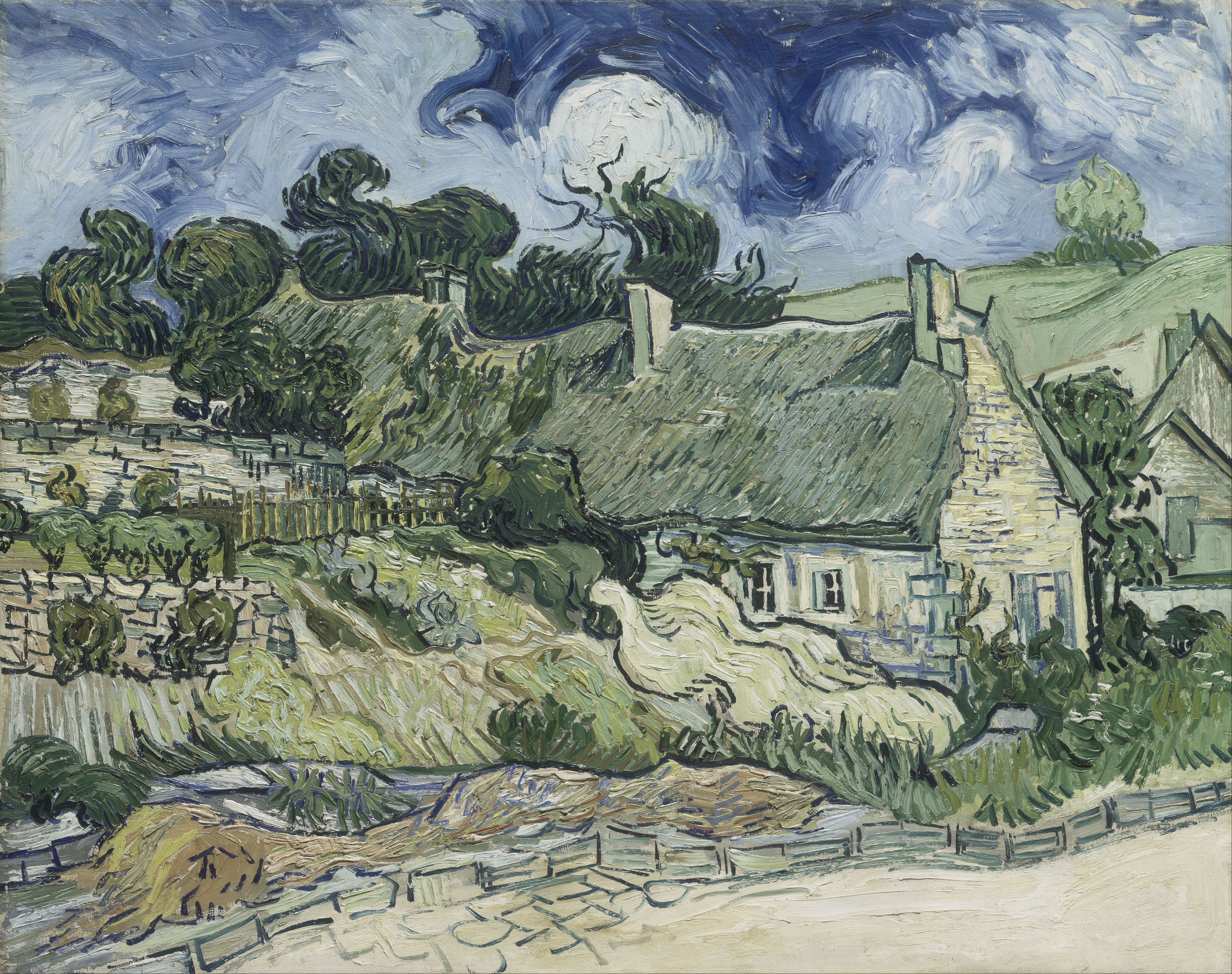
Vincent van Gogh, Chalupy v Cordeville, 1890

### Obraz českého autora

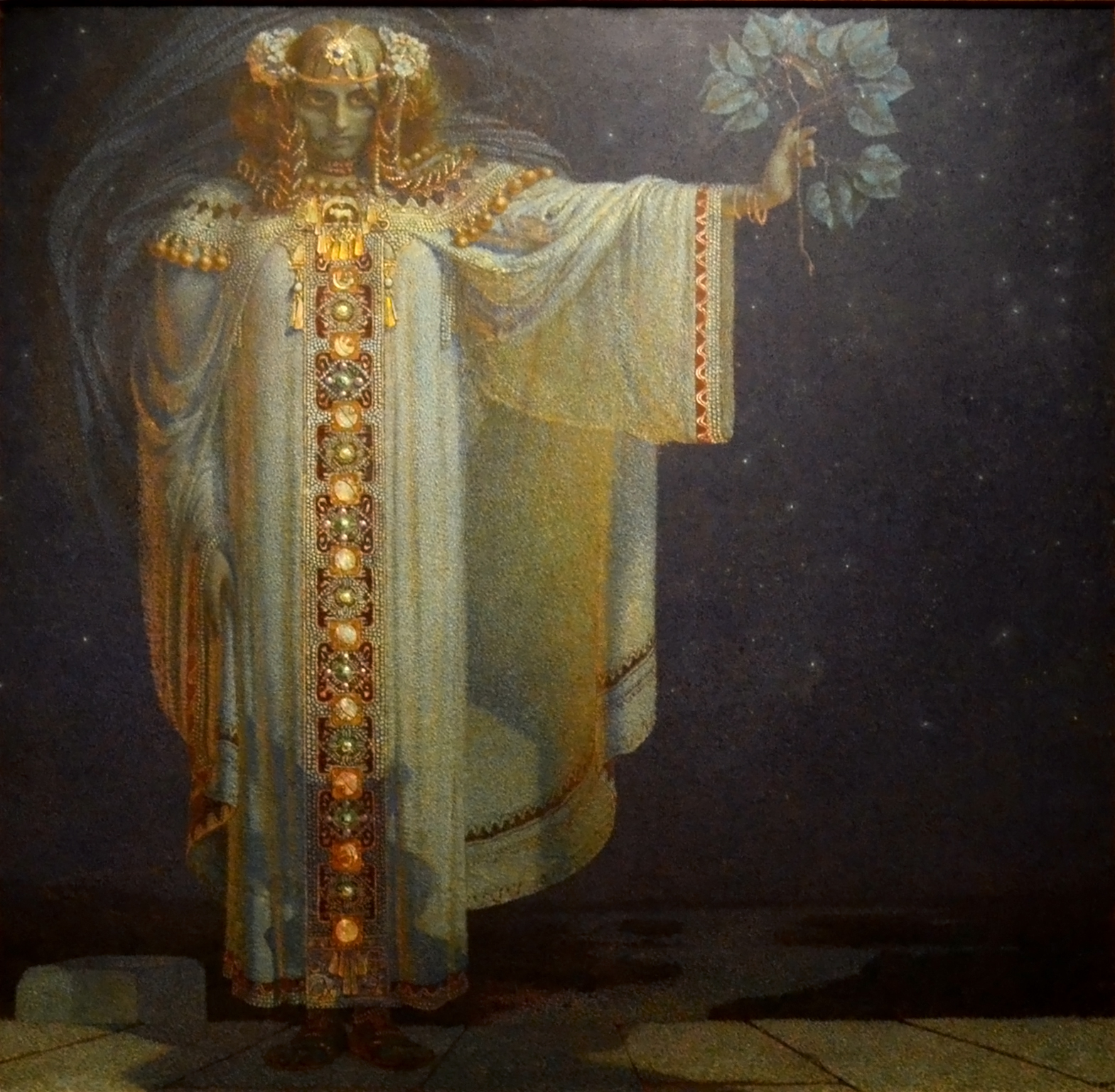
Karel Vítězslav Mašek: La prophétesse Libuse

- Obraz Karla Vítězslava Maška Libuše (La prophétesse Libuse) z roku 1893 je ve sbírkách tohoto muzea.[3]